# Bahnstrecke Paris–Marseille
| Viadukt von Saint-Mammès |                                                         | | |
| Verlauf der Bahnstrecke Paris–Marseille |                                                         | | |
| Streckennummer (SNCF): | 830 000                                                 | | |
| Kursbuchstrecke (SNCF): | 501 (Paris–Dijon) 502 (Dijon–Lyon) 503 (Lyon–Marseille) | | |
| Streckenlänge: | 862 km                                                  | | |
| Spurweite: | 1435 mm (Normalspur)                                    | | |
| Stromsystem: | 1,5 kV =                                                | | |
| Streckengeschwindigkeit: | 160 km/h                                                | | |
| Zweigleisigkeit: | ja                                                      | | |
| |                                                         | | |
| \| \| \| RER D von Paris-Nord \| \| \| \| 0,0 \| Paris-Gare-de-Lyon \| 39 m \| \| \| 0,8 \| Paris-Bercy-Bourgogne-Pays-d’Auvergne \| 39 m \| \| \| \| \| \| \| \| 2,1 \| Chemin de Fer de Petite Ceinture \| Chemin de Fer de Petite Ceinture \| \| \| 3,9 \| Charenton \| Charenton \| \| \| 4,4 \| Marne \| Marne \| \| \| 6,2 \| Maisons-Alfort-Alfortville \| Maisons-Alfort-Alfortville \| \| \| 7,8 \| Vert de Maisons \| Vert de Maisons \| \| \| 9,3 \| LGV Interconnexion Est \| LGV Interconnexion Est \| \| \| \| Rangierbahnhof Villeneuve Triage \| \| \| \| 11,4 \| Grande Ceinture \| Grande Ceinture \| \| \| 14,4 \| Villeneuve-Saint-Georges \| 34 m \| \| \| 15,2 \| nach Montargis \| nach Montargis \| \| \| 17,5 \| Montgeron - Crosne \| Montgeron - Crosne \| \| \| 19,1 \| Yerres \| Yerres \| \| \| 21,1 \| Brunoy \| Brunoy \| \| \| 24,0 \| Boussy-Saint-Antoine \| Boussy-Saint-Antoine \| \| \| 25,9 \| Combs-la-Ville - Quincy \| Combs-la-Ville - Quincy \| \| \| 29,3 \| LGV Sud-Est nach Lyon \| LGV Sud-Est nach Lyon \| \| \| 30,5 \| Lieusaint - Moissy \| Lieusaint - Moissy \| \| \| 34,3 \| Savigny-le-Temple - Nandy \| Savigny-le-Temple - Nandy \| \| \| 37,7 \| Cesson \| Cesson \| \| \| 41,3 \| Le Mée \| Le Mée \| \| \| 42,8 \| Seine \| Seine \| \| \| \| \| \| \| \| \| Bahnstrecke Corbeil-Essonnes–Montereau von Corbeil-Essonnes \| \| \| \| \| \| \| \| \| 44,1 \| Melun \| 55 m \| \| \| \| Bahnstrecke Corbeil-Essonnes–Montereau n. Montereau \| \| \| \| 50,9 \| Bois-le-Roi \| Bois-le-Roi \| \| \| 55,0 \| Fontainebleau-Forêt \| Fontainebleau-Forêt \| \| \| 58,9 \| Fontainebleau–Avon \| Fontainebleau–Avon \| \| \| 63,3 \| Thomery \| Thomery \| \| \| 66,8 \| Moret–Veneux-les-Sablons \| 71 m \| \| \| \| Bahnstrecke Moret-Veneux-les-Sablons–Lyon n. Lyon \| \| \| \| 67,8 \| Loing \| Loing \| \| \| 68,1 \| Saint-Mammès \| Saint-Mammès \| \| \| \| von Melun \| \| \| \| 78,6 \| Montereau \| Montereau \| \| \| \| Bahnstrecke Flamboin-Gouaix–Montereau n. Flamboin \| \| \| \| 89,2 \| Villeneuve-la-Guyard \| Villeneuve-la-Guyard \| \| \| 94,0 \| Champigny-sur-Yonne \| Champigny-sur-Yonne \| \| \| 101,3 \| Pont-sur-Yonne \| Pont-sur-Yonne \| \| \| \| von Troyes \| \| \| \| 112,6 \| Sens \| 68 m \| \| \| \| Bahnstrecke Montargis–Sens nach Courtenay \| \| \| \| 120,2 \| Étigny-Véron \| Étigny-Véron \| \| \| 127,0 \| Villeneuve-sur-Yonne \| Villeneuve-sur-Yonne \| \| \| 134,6 \| Saint-Julien-du-Sault \| Saint-Julien-du-Sault \| \| \| 145,5 \| Joigny \| Joigny \| \| \| 154,9 \| Laroche-Migennes \| 87 m \| \| \| \| nach Auxerre \| \| \| \| 168,9 \| LGV Sud-Est \| LGV Sud-Est \| \| \| 172,3 \| Saint-Florentin-Vergigny \| Saint-Florentin-Vergigny \| \| \| \| \| \| \| \| \| Bahnstrecke Saint-Julien–Saint-Florentin-Vergigny nach Neuvy-Sautour \| \| \| \| \| \| \| \| \| 183,7 \| Flogny \| Flogny \| \| \| 196,2 \| Tonnerre \| Tonnerre \| \| \| 204,0 \| Tanlay \| Tanlay \| \| \| 209,4 \| Tunnel de Lézinnes (532 m) \| Tunnel de Lézinnes (532 m) \| \| \| 210,1 \| Lézinnes \| Lézinnes \| \| \| 210,6 \| Canal de Bourgogne \| Canal de Bourgogne \| \| \| 210,9 \| Tunnel de Pacy (1002 m) \| Tunnel de Pacy (1002 m) \| \| \| 218,5 \| Ancy-le-Franc \| Ancy-le-Franc \| \| \| \| \| \| \| \| 224,6 \| Bahnstrecke Nuits-sous-Ravières–Châtillon-sur-Seine von Châtillons/Seine \| Bahnstrecke Nuits-sous-Ravières–Châtillon-sur-Seine von Châtillons/Seine \| \| \| \| \| \| \| \| 224,8 \| Nuits-sous-Ravières \| Nuits-sous-Ravières \| \| \| \| Bahnstrecke Avallon–Nuits-sous-Ravières nach Avollon \| \| \| \| 232,8 \| Aisy-sur-Armançon \| Aisy-sur-Armançon \| \| \| 235,9 \| Abzw. von Pasilly der LGV Sud Est \| Abzw. von Pasilly der LGV Sud Est \| \| \| 242.9 \| Montbard \| 220 m \| \| \| 243,4 \| Canal de Bourgogne \| Canal de Bourgogne \| \| \| 248,0 \| Fain-lès-Montbard \| Fain-lès-Montbard \| \| \| 256.8 \| Les Laumes-Alésia \| Les Laumes-Alésia \| \| \| \| Bahnstrecke Maison-Dieu–Laumes-Alésia n. Époisses \| \| \| \| 271.2 \| Thenissey \| Thenissey \| \| \| 278.4 \| Verrey \| Verrey \| \| \| 287.9 \| Blaisy-Bas \| 406 m \| \| \| 288,3 \| Tunnel de Blaisy-Bas (4112 m) \| Tunnel de Blaisy-Bas (4112 m) \| \| \| 293,6 \| Viaduc de Malain \| Viaduc de Malain \| \| \| 294,3 \| Tunnel de Malain (329 m) \| Tunnel de Malain (329 m) \| \| \| 295.3 \| Mâlain \| Mâlain \| \| \| 297,7 \| Viaduc de la Combe de Lée (143 m) \| Viaduc de la Combe de Lée (143 m) \| \| \| 299,4 \| Lantenay \| Lantenay \| \| \| 302,5 \| Viaduc de Fin (202 m) \| Viaduc de Fin (202 m) \| \| \| 303,2 \| Viaduc de la Combe Fouchères \| Viaduc de la Combe Fouchères \| \| \| 304,0 \| Tunnel de Vélars 1 (51 m) \| Tunnel de Vélars 1 (51 m) \| \| \| 304,4 \| Viaduc de Bouchard \| Viaduc de Bouchard \| \| \| 304,6 \| Tunnel de Vélars 2 (152 m) \| Tunnel de Vélars 2 (152 m) \| \| \| 305,4 \| Velars \| Velars \| \| \| 305,5 \| Viaduc de la Combe Mayote \| Viaduc de la Combe Mayote \| \| \| 307,0 \| Viaduc de Neuvron (190 m) \| Viaduc de Neuvron (190 m) \| \| \| 308,6 \| Plombières-lès-Dijon \| Plombières-lès-Dijon \| \| \| 312,2 \| Tunnel de Dijon 1 (54 m) \| Tunnel de Dijon 1 (54 m) \| \| \| 312,3 \| Tunnel de Dijon 2 (30 m) \| Tunnel de Dijon 2 (30 m) \| \| \| 312,6 \| Tunnel de Dijon 3 (91 m) \| Tunnel de Dijon 3 (91 m) \| \| \| 312,7 \| Tunnel de Dijon 4 (141 m) \| Tunnel de Dijon 4 (141 m) \| \| \| 313,2 \| Bahnstrecke Dijon–Épinac von Epinac \| Bahnstrecke Dijon–Épinac von Epinac \| \| \| 314,2 \| Dijon-Ville \| 248 m \| \| \| 315,8 \| Ouche \| Ouche \| \| \| 316,0 \| Dijon-Porte-d’Ouche-Perrigny \| Dijon-Porte-d’Ouche-Perrigny \| \| \| \| \| \| \| \| \| Bahnstrecke Dijon-Ville–Is-sur-Tille nach Is-sur-Tille und Bahnstrecke Dijon–Vallorbe nach Valorbe \| \| \| \| \| \| \| \| \| 316,2 \| Canal de Bourgogne \| Canal de Bourgogne \| \| \| \| Triage de Perrigny \| \| \| \| \| Bahnstrecke Dijon-Ville–Saint-Amour nach Saint-Amour \| \| \| \| 325,3 \| Gevrey-Chambertin \| 244 m \| \| \| 331,4 \| Vougeot-Gilly-lès-Cîteaux \| Vougeot-Gilly-lès-Cîteaux \| \| \| 336,6 \| Nuits-Saint-Georges \| Nuits-Saint-Georges \| \| \| 342,6 \| Corgoloin \| Corgoloin \| \| \| 346,3 \| Serrigny \| Serrigny \| \| \| 351,2 \| Beaune \| 219 m \| \| \| \| \| \| \| \| \| Bahnstrecke Beaune–St-Loup-de-la-Salle nach St-Loup-de-la-Salle \| \| \| \| \| \| \| \| \| 349,5 \| Bouzaise \| Bouzaise \| \| \| 358,4 \| Meursault \| Meursault \| \| \| 363,8 \| Bahnstrecke Chagny–Dole-Ville von Dole \| Bahnstrecke Chagny–Dole-Ville von Dole \| \| \| 365,6 \| Dheune \| Dheune \| \| \| \| Bahnstrecke Nevers–Chagny von Nevers \| \| \| \| 366,2 \| Chagny \| 216 m \| \| \| 366,7 \| Canal-du-Centre \| Canal-du-Centre \| \| \| 369,3 \| Rully \| Rully \| \| \| 372,7 \| Fontaines-Mercurey \| Fontaines-Mercurey \| \| \| 381,5 \| Bahnstrecke Seurre–Chalon-sur-Saône von Seurre \| Bahnstrecke Seurre–Chalon-sur-Saône von Seurre \| \| \| 382,2 \| Chalon-sur-Saône \| 180 m \| \| \| 382,9 \| Bahnstrecke Cluny–Châlon-sur-Saône nach Cluny \| Bahnstrecke Cluny–Châlon-sur-Saône nach Cluny \| \| \| \| \| \| \| \| 383,0 \| Bahnstrecke Chalon-sur-Saône–Bourg-en-Bresse nach BourgBresse \| Bahnstrecke Chalon-sur-Saône–Bourg-en-Bresse nach BourgBresse \| \| \| \| \| \| \| \| 385,3 \| Corne \| Corne \| \| \| 390,4 \| Varennes-le-Grand \| Varennes-le-Grand \| \| \| 393,6 \| Grosne \| Grosne \| \| \| 398,5 \| Sennecey-le-Grand \| Sennecey-le-Grand \| \| \| 407,7 \| Tournus \| Tournus \| \| \| 417,4 \| Uchizy \| Uchizy \| \| \| 419,8 \| Bourbonne \| Bourbonne \| \| \| 422,2 \| Fleurville-Pont-de-Vaux \| Fleurville-Pont-de-Vaux \| \| \| 427,7 \| Mouge \| Mouge \| \| \| 429,1 \| Senozan \| Senozan \| \| \| 439,7 \| Mâcon-Ville \| 189 m \| \| \| 439,7 \| Bahnstrecke Moulins–Mâcon nach Moulins \| Bahnstrecke Moulins–Mâcon nach Moulins \| \| \| 440,5 \| Bahnstrecke Mâcon–Ambérieu nach Ambérieu \| Bahnstrecke Mâcon–Ambérieu nach Ambérieu \| \| \| 442,4 \| LGV Sud-Est \| LGV Sud-Est \| \| \| 446,8 \| Crêches-sur-Saône \| Crêches-sur-Saône \| \| \| 450,7 \| Pontanevaux-la-Chapelle \| Pontanevaux-la-Chapelle \| \| \| 455,4 \| Romanèche-Thorins \| Romanèche-Thorins \| \| \| 461,4 \| Ardière \| Ardière \| \| \| 462,7 \| Bahnstrecke Belleville–Beaujeu von Beaujeu \| Bahnstrecke Belleville–Beaujeu von Beaujeu \| \| \| 462,7 \| Belleville \| Belleville \| \| \| 467,8 \| Vauxonne \| Vauxonne \| \| \| 468,2 \| Saint-Georges-de-Reneins \| Saint-Georges-de-Reneins \| \| \| 476,5 \| Morgon (128 m) \| Morgon (128 m) \| \| \| 477,0 \| Villefranche-sur-Saône \| 192 m \| \| \| 482,1 \| Anse \| Anse \| \| \| 482,5 \| Azergues (68 m) \| Azergues (68 m) \| \| \| 485,7 \| Quincieux - Trévoux \| Quincieux - Trévoux \| \| \| 487,9 \| Quincieux \| Quincieux \| \| \| \| \| \| \| \| \| Bahnstrecke Le Coteau–Saint-Germain-au-Mont-d’Or nach Roanne \| \| \| \| \| \| \| \| \| 490,8 \| Saint-Germain-au-Mont-d’Or \| 183 m \| \| \| 492,6 \| Villevert-Neuville \| Villevert-Neuville \| \| \| 493,6 \| Albigny - Neuville \| Albigny - Neuville \| \| \| 495,3 \| Albigny \| Albigny \| \| \| 496,6 \| Couzon-au-Mont-d’Or \| Couzon-au-Mont-d’Or \| \| \| 497,8 \| Saint-Romain-au-Mont-d’Or \| 176 m \| \| \| 498,9 \| Tunnel de la Pelonnière (166 m) \| Tunnel de la Pelonnière (166 m) \| \| \| 499,5 \| Collonges - Fontaines \| Collonges - Fontaines \| \| \| \| \| \| \| \| 501,4 \| Tunnel de Caluire (2403 m) \| Tunnel de Caluire (2403 m) \| \| \| 503,2 \| Tunnel de St-Rambert (256 m) \| Tunnel de St-Rambert (256 m) \| \| \| \| \| \| \| \| 504,3 \| Bahnstrecke Lyon–Genève von Genf und Bahnstrecke Lyon-Saint-Clair–Bourg-en-Bresse v. Bourg \| Bahnstrecke Lyon–Genève von Genf und Bahnstrecke Lyon-Saint-Clair–Bourg-en-Bresse v. Bourg \| \| \| \| \| \| \| \| \| \| \| \| \| 504,18,4 \| Lyon-Saint-Clair \| 177 m \| \| \| \| \| \| \| \| 504,4 \| Rhône (272 m) \| Rhône (272 m) \| \| \| 506,4 \| Lyon-Vaise \| Lyon-Vaise \| \| \| 506,8 \| Lyon-Brotteaux \| Lyon-Brotteaux \| \| \| \| \| \| \| \| 507,95,0 \| Lyon-Part-Dieu \| 175 m \| \| \| \| \| \| \| \| 508,2 \| Tunnel de St-Irénée (2109 m) \| Tunnel de St-Irénée (2109 m) \| \| \| 510,4 \| Viaduc de la Quarantaine (Saône) \| Viaduc de la Quarantaine (Saône) \| \| \| \| \| \| \| \| 510,90,0 \| Lyon-Perrache 1 & 2 \| 175 m \| \| \| \| \| \| \| \| \| \| \| \| \| \| Bahnstrecke Moret-Veneux-les-Sablons–Lyon-Perrache nach Givors \| \| \| \| \| \| \| \| \| 511,3 \| Rhône (217 m) \| Rhône (217 m) \| \| \| 512,2 \| Lyon-Jean Macé \| Lyon-Jean Macé \| \| \| \| \| \| \| \| 512,5 \| Bahnstrecke Lyon–Marseille n. Marseille (über Grenoble) \| Bahnstrecke Lyon–Marseille n. Marseille (über Grenoble) \| \| \| 516,7 \| Saint-Fons \| Saint-Fons \| \| \| 521,3 \| Feyzin \| Feyzin \| \| \| 522,8 \| Rangierbahnhof Sibelin \| Rangierbahnhof Sibelin \| \| \| 525,7 \| Ozon \| Ozon \| \| \| 526,4 \| Sérézin \| Sérézin \| \| \| 528,3 \| Ternay \| Ternay \| \| \| 529,9 \| Bahnstrecke Givors-Canal–Grezan nach Givors-Canal \| Bahnstrecke Givors-Canal–Grezan nach Givors-Canal \| \| \| 532,0 \| Chasse-sur-Rhône \| 161 m \| \| \| 540,0 \| Estressin \| Estressin \| \| \| 540,4 \| Sévenne \| Sévenne \| \| \| 541,1 \| Petit tunnel de Vienne (208 m) \| Petit tunnel de Vienne (208 m) \| \| \| 541,5 \| Grand tunnel de Vienne (471 m) \| Grand tunnel de Vienne (471 m) \| \| \| 542,4 \| Vienne \| 162 m \| \| \| 547,6 \| Vaugris \| Vaugris \| \| \| 553,8 \| Tunnel des Roches-de-Condrieu (180 m) \| Tunnel des Roches-de-Condrieu (180 m) \| \| \| 554,2 \| Saint-Clair-les-Roches \| Saint-Clair-les-Roches \| \| \| 557,9 \| Varèze (40 m) \| Varèze (40 m) \| \| \| 558,2 \| Clonas \| Clonas \| \| \| 563,4 \| Le Péage-de-Roussillon \| Le Péage-de-Roussillon \| \| \| 567,2 \| Salaise \| Salaise \| \| \| 567,5 \| Sanne (18 m) \| Sanne (18 m) \| \| \| 570,1 \| Viaduc du Dolon (35 m) \| Viaduc du Dolon (35 m) \| \| \| 570,7 \| Bahnstrecke Firminy–Saint-Rambert-d’Albon n. Peyraud \| Bahnstrecke Firminy–Saint-Rambert-d’Albon n. Peyraud \| \| \| 571,7 \| Saint-Rambert-d’Albon \| 145 m \| \| \| 578,2 \| Andancette \| Andancette \| \| \| 578,3 \| Viaduc du Bancel (58 m) \| Viaduc du Bancel (58 m) \| \| \| 584,6 \| Saint-Vallier-sur-Rhône \| Saint-Vallier-sur-Rhône \| \| \| 585,2 \| Tunnel de Saint-Vallier (191 m) \| Tunnel de Saint-Vallier (191 m) \| \| \| 585,5 \| Viaduc de la Galaure (89 m) \| Viaduc de la Galaure (89 m) \| \| \| 590,2 \| Tunnel de Serves (382 m) \| Tunnel de Serves (382 m) \| \| \| 590,9 \| Serves-sur-Rhône \| Serves-sur-Rhône \| \| \| 596,1 \| Galerie de Tain (73 m) \| Galerie de Tain (73 m) \| \| \| 598,9 \| Tain-l’Hermitage - Tournon \| 125 m \| \| \| 608,1 \| La Roche-de-Glun \| La Roche-de-Glun \| \| \| 609,0 \| Isère (160 m) \| Isère (160 m) \| \| \| 614,8 \| Bahnstrecke Valence–Moirans von Grenoble \| Bahnstrecke Valence–Moirans von Grenoble \| \| \| 615,9 \| Tunnel de Valence (534 m) \| Tunnel de Valence (534 m) \| \| \| 616,9 \| Valence-Ville \| 124 m \| \| \| 622,5 \| Portes-lès-Valence \| Portes-lès-Valence \| \| \| 626,4 \| Étoile-sur-Rhône \| Étoile-sur-Rhône \| \| \| 627,2 \| Véore (20 m) \| Véore (20 m) \| \| \| 634,3 \| Livron \| 110 m \| \| \| \| Bahnstrecke Livron–La Voulte nach La Voulte \| \| \| \| \| Bahnstrecke Livron–Aspres-sur-Buëch nach Briançon \| \| \| \| 635,6 \| Drôme (110 m) \| Drôme (110 m) \| \| \| 637,3 \| Loriol \| Loriol \| \| \| 644,3 \| Saulce \| Saulce \| \| \| 650,5 \| La Coucourde-Condillac \| La Coucourde-Condillac \| \| \| 661,3 \| Montélimar \| 83 m \| \| \| 661,9 \| Viaduc du Roubion (114 m) \| Viaduc du Roubion (114 m) \| \| \| \| Schmalspurbahn Montélimar–Dieulefit nach Dieulefit \| \| \| \| 668,0 \| Viaduc de la Rialle (34 m) \| Viaduc de la Rialle (34 m) \| \| \| 670,3 \| Châteauneuf-du-Rhône \| Châteauneuf-du-Rhône \| \| \| 675,0 \| Donzère \| Donzère \| \| \| 678,6 \| Canal de Donzère (178 m) \| Canal de Donzère (178 m) \| \| \| 682,7 \| Pierrelatte \| 49 m \| \| \| 682,7 \| Bahnstrecke Pierrelatte–Nyons nach Nyons \| Bahnstrecke Pierrelatte–Nyons nach Nyons \| \| \| 692,3 \| Abzw. von Bollène der LGV Méditerranée \| Abzw. von Bollène der LGV Méditerranée \| \| \| 694,3 \| Bollène-La Croisière \| Bollène-La Croisière \| \| \| 695,7 \| Canal de Donzère \| Canal de Donzère \| \| \| 698,0 \| Mondragon \| Mondragon \| \| \| 703,2 \| Mornas \| Mornas \| \| \| 708,4 \| Piolenc \| Piolenc \| \| \| 710,3 \| Eygues \| Eygues \| \| \| \| Schmalspurbahn Orange–Buis-les-Baronnies v. Buis \| \| \| \| 713,2 \| Orange \| 47 m \| \| \| \| \| \| \| \| 716,0 \| Bahnstrecke Orange–Isle-Fontaine-de-Vaucluse nach Carpentras \| Bahnstrecke Orange–Isle-Fontaine-de-Vaucluse nach Carpentras \| \| \| \| \| \| \| \| 721,6 \| Courthézon \| Courthézon \| \| \| 727,1 \| Bédarrides \| Bédarrides \| \| \| 727,5 \| Ouvèze \| Ouvèze \| \| \| \| \| \| \| \| 731,4 \| Bahnstrecke Sorgues-Châteauneuf-du-Pape–Carpentras von Carpentras \| Bahnstrecke Sorgues-Châteauneuf-du-Pape–Carpentras von Carpentras \| \| \| \| \| \| \| \| 731,4 \| Sorgues-Châteauneuf-du-Pape \| Sorgues-Châteauneuf-du-Pape \| \| \| 735,8 \| Le-Pontet \| Le-Pontet \| \| \| 739,3 \| Bahnstrecke Avignon–Miramas von Miramas \| Bahnstrecke Avignon–Miramas von Miramas \| \| \| 741,3 \| Avignon-Centre \| 24 m \| \| \| \| Verbindungsstrecke zur Bahnstrecke Givors-Canal–Grezan \| \| \| \| \| Rangierbahnhof Avignon Champfleury \| \| \| \| \| Avignon TGV LGV Méditerranée \| \| \| \| 744,9 \| Durance \| Durance \| \| \| \| Bahnstrecke Barbentane–Orgon von Orgon \| \| \| \| 747,4 \| Barbentane-Rognonas \| Barbentane-Rognonas \| \| \| 753,6 \| Graveson-Maillanne \| Graveson-Maillanne \| \| \| 762,8 \| Tarascon Bahnstrecke Tarascon–Sète nach Sète \| Tarascon Bahnstrecke Tarascon–Sète nach Sète \| \| \| \| Bahnstrecke Arles–Salon-de-Provence von Salon (BdR) \| \| \| \| 776,3 \| Arles \| 10 m \| \| \| \| von Lunel \| \| \| \| \| Bahnstrecke Arles–Canal n. Port-Saint-Louis-du-Rhône \| \| \| \| 778,2 \| Viaduc d’Arles (770 m) \| Viaduc d’Arles (770 m) \| \| \| 784,9 \| Raphèle \| Raphèle \| \| \| 792,5 \| Saint-Martin-de-Crau \| Saint-Martin-de-Crau \| \| \| 804,6 \| Entressen \| Entressen \| \| \| \| Rangierbahnhof Miramas \| \| \| \| \| von Avignon \| \| \| \| 809,3 \| Miramas \| 50 m \| \| \| 810,4 \| Bahnstrecke Miramas–L’Estaque nach L’Estaque \| Bahnstrecke Miramas–L’Estaque nach L’Estaque \| \| \| 814,3 \| Saint-Chamas \| Saint-Chamas \| \| \| 815,3 \| Viaduc de Saint-Chamas (385 m) \| Viaduc de Saint-Chamas (385 m) \| \| \| 821,9 \| Calissanne \| Calissanne \| \| \| 825,6 \| Viaduc de l’Arc (78 m) \| Viaduc de l’Arc (78 m) \| \| \| 828,6 \| Berre \| 18 m \| \| \| \| Bahnstrecke Rognac–Aix-en-Provence von Aix \| \| \| \| 834,9 \| Rognac \| Rognac \| \| \| 837,9 \| Viaduc de Vallat du Baou (74 m) \| Viaduc de Vallat du Baou (74 m) \| \| \| 838,9 \| Vitrolles \| Vitrolles \| \| \| 838,9 \| Vitrolles-Aéroport-Marseille-Provence \| Vitrolles-Aéroport-Marseille-Provence \| \| \| 843,6 \| Pas-des-Lanciers \| Pas-des-Lanciers \| \| \| \| \| \| \| \| \| Bahnstrecke Pas-des-Lanciers–Martigues nach Bel-Air-La-Mède \| \| \| \| \| \| \| \| \| 845,2 \| Tunnel de la Nerthe (4640 m) \| Tunnel de la Nerthe (4640 m) \| \| \| 850,1 \| Viaduc des Riaux (68 m) \| Viaduc des Riaux (68 m) \| \| \| \| Bahnstrecke Miramas–L’Estaque von Miramas \| \| \| \| 851,7 \| L’Estaque \| 55 m \| \| \| \| Bahnstrecke Estaque–Marseille-Joliette n. Marseille-J. \| \| \| \| 853,2 \| Séon-St-Henri \| 55 m \| \| \| 854,6 \| Abzw. des Tuileries der LGV Méditerranée \| Abzw. des Tuileries der LGV Méditerranée \| \| \| 854,8 \| Tunnel de Saint-Louis (476 m) \| Tunnel de Saint-Louis (476 m) \| \| \| 855,9 \| Saint-Louis-les-Aygalades \| 52 m \| \| \| 857,9 \| Le-Canet \| Le-Canet \| \| \| 859,3 \| St-Barthélémy \| St-Barthélémy \| \| \| \| \| \| \| \| \| Bahnstrecke Estaque–Marseille-Joliette von Marseille-J. und Bahnstrecke Lyon–Marseille von Lyon \| \| \| \| \| \| \| \| \| \| nach Ventimiglia \| \| \| \| \| \| \| \| \| 862,0570,000 \| Marseille-St-Charles \| 49 m \| |                                                         | | |
| Strecke (im Tunnel) |                                                         | RER D von Paris-Nord                                                                               | RER D von Paris-Nord                                                                               |
| Bahnhof (im Tunnel) · Kopfbahnhof Streckenanfang | 0,0                                                     | Paris-Gare-de-Lyon                                                                                 | 39 m                                                                                               |
| Tunnelende · Bahnhof | 0,8                                                     | Paris-Bercy-Bourgogne-Pays-d’Auvergne                                                              | 39 m                                                                                               |
| Strecke nach links · Abzweig geradeaus und von rechts |                                                         | | |
| Kreuzung geradeaus oben (Querstrecke außer Betrieb) | 2,1                                                     | Chemin de Fer de Petite Ceinture                                                                   | Chemin de Fer de Petite Ceinture                                                                   |
| ehemaliger Bahnhof | 3,9                                                     | Charenton                                                                                          | Charenton                                                                                          |
| Brücke über Wasserlauf | 4,4                                                     | Marne                                                                                              | Marne                                                                                              |
| Bahnhof | 6,2                                                     | Maisons-Alfort-Alfortville                                                                         | Maisons-Alfort-Alfortville                                                                         |
| Haltepunkt / Haltestelle | 7,8                                                     | Vert de Maisons                                                                                    | Vert de Maisons                                                                                    |
| Abzweig geradeaus und nach links | 9,3                                                     | LGV Interconnexion Est                                                                             | LGV Interconnexion Est                                                                             |
| Dienststation / Betriebs- oder Güterbahnhof |                                                         | Rangierbahnhof Villeneuve Triage                                                                   | Rangierbahnhof Villeneuve Triage                                                                   |
| Kreuzung geradeaus unten | 11,4                                                    | Grande Ceinture                                                                                    | Grande Ceinture                                                                                    |
| Bahnhof | 14,4                                                    | Villeneuve-Saint-Georges                                                                           | 34 m                                                                                               |
| Abzweig geradeaus und nach rechts | 15,2                                                    | nach Montargis                                                                                     | nach Montargis                                                                                     |
| Haltepunkt / Haltestelle | 17,5                                                    | Montgeron - Crosne                                                                                 | Montgeron - Crosne                                                                                 |
| Haltepunkt / Haltestelle | 19,1                                                    | Yerres                                                                                             | Yerres                                                                                             |
| Haltepunkt / Haltestelle | 21,1                                                    | Brunoy                                                                                             | Brunoy                                                                                             |
| Haltepunkt / Haltestelle | 24,0                                                    | Boussy-Saint-Antoine                                                                               | Boussy-Saint-Antoine                                                                               |
| Haltepunkt / Haltestelle | 25,9                                                    | Combs-la-Ville - Quincy                                                                            | Combs-la-Ville - Quincy                                                                            |
| Abzweig geradeaus und nach links | 29,3                                                    | LGV Sud-Est nach Lyon                                                                              | LGV Sud-Est nach Lyon                                                                              |
| Haltepunkt / Haltestelle | 30,5                                                    | Lieusaint - Moissy                                                                                 | Lieusaint - Moissy                                                                                 |
| Haltepunkt / Haltestelle | 34,3                                                    | Savigny-le-Temple - Nandy                                                                          | Savigny-le-Temple - Nandy                                                                          |
| Haltepunkt / Haltestelle | 37,7                                                    | Cesson                                                                                             | Cesson                                                                                             |
| Haltepunkt / Haltestelle | 41,3                                                    | Le Mée                                                                                             | Le Mée                                                                                             |
| Brücke über Wasserlauf | 42,8                                                    | Seine                                                                                              | Seine                                                                                              |
| |                                                         | | |
| Abzweig geradeaus und von rechts |                                                         | Bahnstrecke Corbeil-Essonnes–Montereau von Corbeil-Essonnes                                        | Bahnstrecke Corbeil-Essonnes–Montereau von Corbeil-Essonnes                                        |
| |                                                         | | |
| Bahnhof | 44,1                                                    | Melun                                                                                              | 55 m                                                                                               |
| Abzweig geradeaus und nach links |                                                         | Bahnstrecke Corbeil-Essonnes–Montereau n. Montereau                                                | Bahnstrecke Corbeil-Essonnes–Montereau n. Montereau                                                |
| Haltepunkt / Haltestelle | 50,9                                                    | Bois-le-Roi                                                                                        | Bois-le-Roi                                                                                        |
| Haltepunkt / Haltestelle | 55,0                                                    | Fontainebleau-Forêt                                                                                | Fontainebleau-Forêt                                                                                |
| Haltepunkt / Haltestelle | 58,9                                                    | Fontainebleau–Avon                                                                                 | Fontainebleau–Avon                                                                                 |
| Haltepunkt / Haltestelle | 63,3                                                    | Thomery                                                                                            | Thomery                                                                                            |
| Bahnhof | 66,8                                                    | Moret–Veneux-les-Sablons                                                                           | 71 m                                                                                               |
| Abzweig geradeaus und nach rechts |                                                         | Bahnstrecke Moret-Veneux-les-Sablons–Lyon n. Lyon                                                  | Bahnstrecke Moret-Veneux-les-Sablons–Lyon n. Lyon                                                  |
| Brücke über Wasserlauf | 67,8                                                    | Loing                                                                                              | Loing                                                                                              |
| Haltepunkt / Haltestelle | 68,1                                                    | Saint-Mammès                                                                                       | Saint-Mammès                                                                                       |
| Abzweig geradeaus und von links |                                                         | von Melun                                                                                          | von Melun                                                                                          |
| Bahnhof | 78,6                                                    | Montereau                                                                                          | Montereau                                                                                          |
| Abzweig geradeaus und nach links |                                                         | Bahnstrecke Flamboin-Gouaix–Montereau n. Flamboin                                                  | Bahnstrecke Flamboin-Gouaix–Montereau n. Flamboin                                                  |
| Haltepunkt / Haltestelle | 89,2                                                    | Villeneuve-la-Guyard                                                                               | Villeneuve-la-Guyard                                                                               |
| Haltepunkt / Haltestelle | 94,0                                                    | Champigny-sur-Yonne                                                                                | Champigny-sur-Yonne                                                                                |
| Haltepunkt / Haltestelle | 101,3                                                   | Pont-sur-Yonne                                                                                     | Pont-sur-Yonne                                                                                     |
| Abzweig geradeaus und ehemals von links |                                                         | von Troyes                                                                                         | von Troyes                                                                                         |
| Bahnhof | 112,6                                                   | Sens                                                                                               | 68 m                                                                                               |
| Abzweig geradeaus und nach rechts |                                                         | Bahnstrecke Montargis–Sens nach Courtenay                                                          | Bahnstrecke Montargis–Sens nach Courtenay                                                          |
| Haltepunkt / Haltestelle | 120,2                                                   | Étigny-Véron                                                                                       | Étigny-Véron                                                                                       |
| Haltepunkt / Haltestelle | 127,0                                                   | Villeneuve-sur-Yonne                                                                               | Villeneuve-sur-Yonne                                                                               |
| Haltepunkt / Haltestelle | 134,6                                                   | Saint-Julien-du-Sault                                                                              | Saint-Julien-du-Sault                                                                              |
| Haltepunkt / Haltestelle | 145,5                                                   | Joigny                                                                                             | Joigny                                                                                             |
| Bahnhof | 154,9                                                   | Laroche-Migennes                                                                                   | 87 m                                                                                               |
| Abzweig geradeaus, nach rechts und von rechts |                                                         | nach Auxerre                                                                                       | nach Auxerre                                                                                       |
| Kreuzung geradeaus unten und rechts | 168,9                                                   | LGV Sud-Est                                                                                        | LGV Sud-Est                                                                                        |
| Bahnhof | 172,3                                                   | Saint-Florentin-Vergigny                                                                           | Saint-Florentin-Vergigny                                                                           |
| |                                                         | | |
| Abzweig geradeaus und nach links |                                                         | Bahnstrecke Saint-Julien–Saint-Florentin-Vergigny nach Neuvy-Sautour                               | Bahnstrecke Saint-Julien–Saint-Florentin-Vergigny nach Neuvy-Sautour                               |
| |                                                         | | |
| ehemaliger Haltepunkt / Haltestelle | 183,7                                                   | Flogny                                                                                             | Flogny                                                                                             |
| Bahnhof | 196,2                                                   | Tonnerre                                                                                           | Tonnerre                                                                                           |
| ehemaliger Haltepunkt / Haltestelle | 204,0                                                   | Tanlay                                                                                             | Tanlay                                                                                             |
| Tunnel | 209,4                                                   | Tunnel de Lézinnes (532 m)                                                                         | Tunnel de Lézinnes (532 m)                                                                         |
| ehemaliger Haltepunkt / Haltestelle | 210,1                                                   | Lézinnes                                                                                           | Lézinnes                                                                                           |
| Brücke über Wasserlauf | 210,6                                                   | Canal de Bourgogne                                                                                 | Canal de Bourgogne                                                                                 |
| Tunnel | 210,9                                                   | Tunnel de Pacy (1002 m)                                                                            | Tunnel de Pacy (1002 m)                                                                            |
| ehemaliger Haltepunkt / Haltestelle | 218,5                                                   | Ancy-le-Franc                                                                                      | Ancy-le-Franc                                                                                      |
| |                                                         | | |
| Abzweig geradeaus und von links | 224,6                                                   | Bahnstrecke Nuits-sous-Ravières–Châtillon-sur-Seine von Châtillons/Seine                           | Bahnstrecke Nuits-sous-Ravières–Châtillon-sur-Seine von Châtillons/Seine                           |
| |                                                         | | |
| Bahnhof | 224,8                                                   | Nuits-sous-Ravières                                                                                | Nuits-sous-Ravières                                                                                |
| Abzweig geradeaus und ehemals nach rechts |                                                         | Bahnstrecke Avallon–Nuits-sous-Ravières nach Avollon                                               | Bahnstrecke Avallon–Nuits-sous-Ravières nach Avollon                                               |
| ehemaliger Haltepunkt / Haltestelle | 232,8                                                   | Aisy-sur-Armançon                                                                                  | Aisy-sur-Armançon                                                                                  |
| Abzweig geradeaus und von rechts | 235,9                                                   | Abzw. von Pasilly der LGV Sud Est                                                                  | Abzw. von Pasilly der LGV Sud Est                                                                  |
| Bahnhof | 242.9                                                   | Montbard                                                                                           | 220 m                                                                                              |
| Brücke über Wasserlauf | 243,4                                                   | Canal de Bourgogne                                                                                 | Canal de Bourgogne                                                                                 |
| ehemaliger Haltepunkt / Haltestelle | 248,0                                                   | Fain-lès-Montbard                                                                                  | Fain-lès-Montbard                                                                                  |
| Bahnhof | 256.8                                                   | Les Laumes-Alésia                                                                                  | Les Laumes-Alésia                                                                                  |
| Abzweig geradeaus und nach rechts |                                                         | Bahnstrecke Maison-Dieu–Laumes-Alésia n. Époisses                                                  | Bahnstrecke Maison-Dieu–Laumes-Alésia n. Époisses                                                  |
| Haltepunkt / Haltestelle | 271.2                                                   | Thenissey                                                                                          | Thenissey                                                                                          |
| Haltepunkt / Haltestelle | 278.4                                                   | Verrey                                                                                             | Verrey                                                                                             |
| Bahnhof | 287.9                                                   | Blaisy-Bas                                                                                         | 406 m                                                                                              |
| Tunnel | 288,3                                                   | Tunnel de Blaisy-Bas (4112 m)                                                                      | Tunnel de Blaisy-Bas (4112 m)                                                                      |
| Brücke über Wasserlauf | 293,6                                                   | Viaduc de Malain                                                                                   | Viaduc de Malain                                                                                   |
| Tunnel | 294,3                                                   | Tunnel de Malain (329 m)                                                                           | Tunnel de Malain (329 m)                                                                           |
| Bahnhof | 295.3                                                   | Mâlain                                                                                             | Mâlain                                                                                             |
| Brücke | 297,7                                                   | Viaduc de la Combe de Lée (143 m)                                                                  | Viaduc de la Combe de Lée (143 m)                                                                  |
| Haltepunkt / Haltestelle | 299,4                                                   | Lantenay                                                                                           | Lantenay                                                                                           |
| Brücke | 302,5                                                   | Viaduc de Fin (202 m)                                                                              | Viaduc de Fin (202 m)                                                                              |
| Brücke | 303,2                                                   | Viaduc de la Combe Fouchères                                                                       | Viaduc de la Combe Fouchères                                                                       |
| Tunnel | 304,0                                                   | Tunnel de Vélars 1 (51 m)                                                                          | Tunnel de Vélars 1 (51 m)                                                                          |
| Brücke | 304,4                                                   | Viaduc de Bouchard                                                                                 | Viaduc de Bouchard                                                                                 |
| Tunnel | 304,6                                                   | Tunnel de Vélars 2 (152 m)                                                                         | Tunnel de Vélars 2 (152 m)                                                                         |
| Haltepunkt / Haltestelle | 305,4                                                   | Velars                                                                                             | Velars                                                                                             |
| Brücke | 305,5                                                   | Viaduc de la Combe Mayote                                                                          | Viaduc de la Combe Mayote                                                                          |
| Brücke | 307,0                                                   | Viaduc de Neuvron (190 m)                                                                          | Viaduc de Neuvron (190 m)                                                                          |
| ehemaliger Haltepunkt / Haltestelle | 308,6                                                   | Plombières-lès-Dijon                                                                               | Plombières-lès-Dijon                                                                               |
| Tunnel | 312,2                                                   | Tunnel de Dijon 1 (54 m)                                                                           | Tunnel de Dijon 1 (54 m)                                                                           |
| Tunnel | 312,3                                                   | Tunnel de Dijon 2 (30 m)                                                                           | Tunnel de Dijon 2 (30 m)                                                                           |
| Tunnel | 312,6                                                   | Tunnel de Dijon 3 (91 m)                                                                           | Tunnel de Dijon 3 (91 m)                                                                           |
| Tunnel | 312,7                                                   | Tunnel de Dijon 4 (141 m)                                                                          | Tunnel de Dijon 4 (141 m)                                                                          |
| Abzweig geradeaus und ehemals von rechts | 313,2                                                   | Bahnstrecke Dijon–Épinac von Epinac                                                                | Bahnstrecke Dijon–Épinac von Epinac                                                                |
| Bahnhof | 314,2                                                   | Dijon-Ville                                                                                        | 248 m                                                                                              |
| Brücke über Wasserlauf | 315,8                                                   | Ouche                                                                                              | Ouche                                                                                              |
| Haltepunkt / Haltestelle | 316,0                                                   | Dijon-Porte-d’Ouche-Perrigny                                                                       | Dijon-Porte-d’Ouche-Perrigny                                                                       |
| |                                                         | | |
| Abzweig geradeaus, nach links und von links |                                                         | Bahnstrecke Dijon-Ville–Is-sur-Tille nach Is-sur-Tille und Bahnstrecke Dijon–Vallorbe nach Valorbe | Bahnstrecke Dijon-Ville–Is-sur-Tille nach Is-sur-Tille und Bahnstrecke Dijon–Vallorbe nach Valorbe |
| |                                                         | | |
| Brücke über Wasserlauf | 316,2                                                   | Canal de Bourgogne                                                                                 | Canal de Bourgogne                                                                                 |
| Dienststation / Betriebs- oder Güterbahnhof |                                                         | Triage de Perrigny                                                                                 | Triage de Perrigny                                                                                 |
| Abzweig geradeaus, nach links und von links |                                                         | Bahnstrecke Dijon-Ville–Saint-Amour nach Saint-Amour                                               | Bahnstrecke Dijon-Ville–Saint-Amour nach Saint-Amour                                               |
| Haltepunkt / Haltestelle | 325,3                                                   | Gevrey-Chambertin                                                                                  | 244 m                                                                                              |
| Haltepunkt / Haltestelle | 331,4                                                   | Vougeot-Gilly-lès-Cîteaux                                                                          | Vougeot-Gilly-lès-Cîteaux                                                                          |
| Bahnhof | 336,6                                                   | Nuits-Saint-Georges                                                                                | Nuits-Saint-Georges                                                                                |
| Haltepunkt / Haltestelle | 342,6                                                   | Corgoloin                                                                                          | Corgoloin                                                                                          |
| ehemaliger Haltepunkt / Haltestelle | 346,3                                                   | Serrigny                                                                                           | Serrigny                                                                                           |
| Bahnhof | 351,2                                                   | Beaune                                                                                             | 219 m                                                                                              |
| |                                                         | | |
| Abzweig geradeaus und ehemals nach links |                                                         | Bahnstrecke Beaune–St-Loup-de-la-Salle nach St-Loup-de-la-Salle                                    | Bahnstrecke Beaune–St-Loup-de-la-Salle nach St-Loup-de-la-Salle                                    |
| |                                                         | | |
| Brücke über Wasserlauf | 349,5                                                   | Bouzaise                                                                                           | Bouzaise                                                                                           |
| Haltepunkt / Haltestelle | 358,4                                                   | Meursault                                                                                          | Meursault                                                                                          |
| Abzweig geradeaus und ehemals von links | 363,8                                                   | Bahnstrecke Chagny–Dole-Ville von Dole                                                             | Bahnstrecke Chagny–Dole-Ville von Dole                                                             |
| Brücke über Wasserlauf | 365,6                                                   | Dheune                                                                                             | Dheune                                                                                             |
| Abzweig geradeaus, nach rechts und von rechts |                                                         | Bahnstrecke Nevers–Chagny von Nevers                                                               | Bahnstrecke Nevers–Chagny von Nevers                                                               |
| Bahnhof | 366,2                                                   | Chagny                                                                                             | 216 m                                                                                              |
| Tunnel bzw. Unterführung unter Wasserlauf | 366,7                                                   | Canal-du-Centre                                                                                    | Canal-du-Centre                                                                                    |
| Haltepunkt / Haltestelle | 369,3                                                   | Rully                                                                                              | Rully                                                                                              |
| Haltepunkt / Haltestelle | 372,7                                                   | Fontaines-Mercurey                                                                                 | Fontaines-Mercurey                                                                                 |
| Abzweig geradeaus und von links | 381,5                                                   | Bahnstrecke Seurre–Chalon-sur-Saône von Seurre                                                     | Bahnstrecke Seurre–Chalon-sur-Saône von Seurre                                                     |
| Bahnhof | 382,2                                                   | Chalon-sur-Saône                                                                                   | 180 m                                                                                              |
| Abzweig geradeaus und ehemals nach rechts | 382,9                                                   | Bahnstrecke Cluny–Châlon-sur-Saône nach Cluny                                                      | Bahnstrecke Cluny–Châlon-sur-Saône nach Cluny                                                      |
| |                                                         | | |
| Abzweig geradeaus und nach links | 383,0                                                   | Bahnstrecke Chalon-sur-Saône–Bourg-en-Bresse nach BourgBresse                                      | Bahnstrecke Chalon-sur-Saône–Bourg-en-Bresse nach BourgBresse                                      |
| |                                                         | | |
| Brücke über Wasserlauf | 385,3                                                   | Corne                                                                                              | Corne                                                                                              |
| ehemaliger Haltepunkt / Haltestelle | 390,4                                                   | Varennes-le-Grand                                                                                  | Varennes-le-Grand                                                                                  |
| Brücke über Wasserlauf | 393,6                                                   | Grosne                                                                                             | Grosne                                                                                             |
| Bahnhof | 398,5                                                   | Sennecey-le-Grand                                                                                  | Sennecey-le-Grand                                                                                  |
| Bahnhof | 407,7                                                   | Tournus                                                                                            | Tournus                                                                                            |
| ehemaliger Haltepunkt / Haltestelle | 417,4                                                   | Uchizy                                                                                             | Uchizy                                                                                             |
| Brücke über Wasserlauf | 419,8                                                   | Bourbonne                                                                                          | Bourbonne                                                                                          |
| Haltepunkt / Haltestelle | 422,2                                                   | Fleurville-Pont-de-Vaux                                                                            | Fleurville-Pont-de-Vaux                                                                            |
| Brücke über Wasserlauf | 427,7                                                   | Mouge                                                                                              | Mouge                                                                                              |
| Haltepunkt / Haltestelle | 429,1                                                   | Senozan                                                                                            | Senozan                                                                                            |
| Bahnhof | 439,7                                                   | Mâcon-Ville                                                                                        | 189 m                                                                                              |
| Abzweig geradeaus und ehemals nach rechts | 439,7                                                   | Bahnstrecke Moulins–Mâcon nach Moulins                                                             | Bahnstrecke Moulins–Mâcon nach Moulins                                                             |
| Abzweig geradeaus und nach links | 440,5                                                   | Bahnstrecke Mâcon–Ambérieu nach Ambérieu                                                           | Bahnstrecke Mâcon–Ambérieu nach Ambérieu                                                           |
| Kreuzung geradeaus unten und links | 442,4                                                   | LGV Sud-Est                                                                                        | LGV Sud-Est                                                                                        |
| Haltepunkt / Haltestelle | 446,8                                                   | Crêches-sur-Saône                                                                                  | Crêches-sur-Saône                                                                                  |
| Haltepunkt / Haltestelle | 450,7                                                   | Pontanevaux-la-Chapelle                                                                            | Pontanevaux-la-Chapelle                                                                            |
| Haltepunkt / Haltestelle | 455,4                                                   | Romanèche-Thorins                                                                                  | Romanèche-Thorins                                                                                  |
| Brücke über Wasserlauf | 461,4                                                   | Ardière                                                                                            | Ardière                                                                                            |
| Abzweig geradeaus und ehemals von rechts | 462,7                                                   | Bahnstrecke Belleville–Beaujeu von Beaujeu                                                         | Bahnstrecke Belleville–Beaujeu von Beaujeu                                                         |
| Haltepunkt / Haltestelle | 462,7                                                   | Belleville                                                                                         | Belleville                                                                                         |
| Brücke über Wasserlauf | 467,8                                                   | Vauxonne                                                                                           | Vauxonne                                                                                           |
| Haltepunkt / Haltestelle | 468,2                                                   | Saint-Georges-de-Reneins                                                                           | Saint-Georges-de-Reneins                                                                           |
| Brücke über Wasserlauf | 476,5                                                   | Morgon (128 m)                                                                                     | Morgon (128 m)                                                                                     |
| Haltepunkt / Haltestelle | 477,0                                                   | Villefranche-sur-Saône                                                                             | 192 m                                                                                              |
| Haltepunkt / Haltestelle | 482,1                                                   | Anse                                                                                               | Anse                                                                                               |
| Brücke über Wasserlauf | 482,5                                                   | Azergues (68 m)                                                                                    | Azergues (68 m)                                                                                    |
| ehemaliger Haltepunkt / Haltestelle | 485,7                                                   | Quincieux - Trévoux                                                                                | Quincieux - Trévoux                                                                                |
| Haltepunkt / Haltestelle | 487,9                                                   | Quincieux                                                                                          | Quincieux                                                                                          |
| |                                                         | | |
| Abzweig geradeaus und von rechts |                                                         | Bahnstrecke Le Coteau–Saint-Germain-au-Mont-d’Or nach Roanne                                       | Bahnstrecke Le Coteau–Saint-Germain-au-Mont-d’Or nach Roanne                                       |
| |                                                         | | |
| Haltepunkt / Haltestelle | 490,8                                                   | Saint-Germain-au-Mont-d’Or                                                                         | 183 m                                                                                              |
| ehemaliger Haltepunkt / Haltestelle | 492,6                                                   | Villevert-Neuville                                                                                 | Villevert-Neuville                                                                                 |
| Haltepunkt / Haltestelle | 493,6                                                   | Albigny - Neuville                                                                                 | Albigny - Neuville                                                                                 |
| ehemaliger Haltepunkt / Haltestelle | 495,3                                                   | Albigny                                                                                            | Albigny                                                                                            |
| Haltepunkt / Haltestelle | 496,6                                                   | Couzon-au-Mont-d’Or                                                                                | Couzon-au-Mont-d’Or                                                                                |
| Haltepunkt / Haltestelle | 497,8                                                   | Saint-Romain-au-Mont-d’Or                                                                          | 176 m                                                                                              |
| Tunnel | 498,9                                                   | Tunnel de la Pelonnière (166 m)                                                                    | Tunnel de la Pelonnière (166 m)                                                                    |
| Haltepunkt / Haltestelle | 499,5                                                   | Collonges - Fontaines                                                                              | Collonges - Fontaines                                                                              |
| Strecke von links · Abzweig geradeaus und nach rechts |                                                         | | |
| Strecke · Tunnel | 501,4                                                   | Tunnel de Caluire (2403 m)                                                                         | Tunnel de Caluire (2403 m)                                                                         |
| Tunnel · Strecke | 503,2                                                   | Tunnel de St-Rambert (256 m)                                                                       | Tunnel de St-Rambert (256 m)                                                                       |
| |                                                         | | |
| Strecke · Abzweig geradeaus und von links | 504,3                                                   | Bahnstrecke Lyon–Genève von Genf und Bahnstrecke Lyon-Saint-Clair–Bourg-en-Bresse v. Bourg         | Bahnstrecke Lyon–Genève von Genf und Bahnstrecke Lyon-Saint-Clair–Bourg-en-Bresse v. Bourg         |
| |                                                         | | |
| |                                                         | | |
| Strecke · Haltepunkt / Haltestelle | 504,18,4                                                | Lyon-Saint-Clair                                                                                   | 177 m                                                                                              |
| |                                                         | | |
| Strecke · Brücke über Wasserlauf | 504,4                                                   | Rhône (272 m)                                                                                      | Rhône (272 m)                                                                                      |
| Haltepunkt / Haltestelle · Strecke | 506,4                                                   | Lyon-Vaise                                                                                         | Lyon-Vaise                                                                                         |
| Strecke · ehemaliger Haltepunkt / Haltestelle | 506,8                                                   | Lyon-Brotteaux                                                                                     | Lyon-Brotteaux                                                                                     |
| |                                                         | | |
| Strecke · Bahnhof | 507,95,0                                                | Lyon-Part-Dieu                                                                                     | 175 m                                                                                              |
| |                                                         | | |
| Tunnel · Strecke | 508,2                                                   | Tunnel de St-Irénée (2109 m)                                                                       | Tunnel de St-Irénée (2109 m)                                                                       |
| Brücke über Wasserlauf · Strecke | 510,4                                                   | Viaduc de la Quarantaine (Saône)                                                                   | Viaduc de la Quarantaine (Saône)                                                                   |
| |                                                         | | |
| Bahnhof · Strecke | 510,90,0                                                | Lyon-Perrache 1 & 2                                                                                | 175 m                                                                                              |
| |                                                         | | |
| |                                                         | | |
| Abzweig geradeaus und nach rechts · Strecke |                                                         | Bahnstrecke Moret-Veneux-les-Sablons–Lyon-Perrache nach Givors                                     | Bahnstrecke Moret-Veneux-les-Sablons–Lyon-Perrache nach Givors                                     |
| |                                                         | | |
| Brücke über Wasserlauf · Strecke | 511,3                                                   | Rhône (217 m)                                                                                      | Rhône (217 m)                                                                                      |
| Haltepunkt / Haltestelle · Strecke | 512,2                                                   | Lyon-Jean Macé                                                                                     | Lyon-Jean Macé                                                                                     |
| Strecke nach links · Abzweig geradeaus, nach rechts und von rechts |                                                         | | |
| Abzweig geradeaus, nach links und von links | 512,5                                                   | Bahnstrecke Lyon–Marseille n. Marseille (über Grenoble)                                            | Bahnstrecke Lyon–Marseille n. Marseille (über Grenoble)                                            |
| Haltepunkt / Haltestelle | 516,7                                                   | Saint-Fons                                                                                         | Saint-Fons                                                                                         |
| Haltepunkt / Haltestelle | 521,3                                                   | Feyzin                                                                                             | Feyzin                                                                                             |
| Dienststation / Betriebs- oder Güterbahnhof | 522,8                                                   | Rangierbahnhof Sibelin                                                                             | Rangierbahnhof Sibelin                                                                             |
| Brücke über Wasserlauf | 525,7                                                   | Ozon                                                                                               | Ozon                                                                                               |
| Haltepunkt / Haltestelle | 526,4                                                   | Sérézin                                                                                            | Sérézin                                                                                            |
| Haltepunkt / Haltestelle | 528,3                                                   | Ternay                                                                                             | Ternay                                                                                             |
| Abzweig geradeaus, nach rechts und von rechts | 529,9                                                   | Bahnstrecke Givors-Canal–Grezan nach Givors-Canal                                                  | Bahnstrecke Givors-Canal–Grezan nach Givors-Canal                                                  |
| Bahnhof | 532,0                                                   | Chasse-sur-Rhône                                                                                   | 161 m                                                                                              |
| Haltepunkt / Haltestelle | 540,0                                                   | Estressin                                                                                          | Estressin                                                                                          |
| Brücke über Wasserlauf | 540,4                                                   | Sévenne                                                                                            | Sévenne                                                                                            |
| Tunnel | 541,1                                                   | Petit tunnel de Vienne (208 m)                                                                     | Petit tunnel de Vienne (208 m)                                                                     |
| Tunnel | 541,5                                                   | Grand tunnel de Vienne (471 m)                                                                     | Grand tunnel de Vienne (471 m)                                                                     |
| Haltepunkt / Haltestelle | 542,4                                                   | Vienne                                                                                             | 162 m                                                                                              |
| ehemaliger Haltepunkt / Haltestelle | 547,6                                                   | Vaugris                                                                                            | Vaugris                                                                                            |
| Tunnel | 553,8                                                   | Tunnel des Roches-de-Condrieu (180 m)                                                              | Tunnel des Roches-de-Condrieu (180 m)                                                              |
| Haltepunkt / Haltestelle | 554,2                                                   | Saint-Clair-les-Roches                                                                             | Saint-Clair-les-Roches                                                                             |
| Brücke über Wasserlauf | 557,9                                                   | Varèze (40 m)                                                                                      | Varèze (40 m)                                                                                      |
| Dienststation / Betriebs- oder Güterbahnhof | 558,2                                                   | Clonas                                                                                             | Clonas                                                                                             |
| Haltepunkt / Haltestelle | 563,4                                                   | Le Péage-de-Roussillon                                                                             | Le Péage-de-Roussillon                                                                             |
| Dienststation / Betriebs- oder Güterbahnhof | 567,2                                                   | Salaise                                                                                            | Salaise                                                                                            |
| Brücke über Wasserlauf | 567,5                                                   | Sanne (18 m)                                                                                       | Sanne (18 m)                                                                                       |
| Brücke über Wasserlauf | 570,1                                                   | Viaduc du Dolon (35 m)                                                                             | Viaduc du Dolon (35 m)                                                                             |
| Abzweig geradeaus, nach rechts und von rechts | 570,7                                                   | Bahnstrecke Firminy–Saint-Rambert-d’Albon n. Peyraud                                               | Bahnstrecke Firminy–Saint-Rambert-d’Albon n. Peyraud                                               |
| Bahnhof | 571,7                                                   | Saint-Rambert-d’Albon                                                                              | 145 m                                                                                              |
| ehemaliger Haltepunkt / Haltestelle | 578,2                                                   | Andancette                                                                                         | Andancette                                                                                         |
| Brücke über Wasserlauf | 578,3                                                   | Viaduc du Bancel (58 m)                                                                            | Viaduc du Bancel (58 m)                                                                            |
| Haltepunkt / Haltestelle | 584,6                                                   | Saint-Vallier-sur-Rhône                                                                            | Saint-Vallier-sur-Rhône                                                                            |
| Tunnel | 585,2                                                   | Tunnel de Saint-Vallier (191 m)                                                                    | Tunnel de Saint-Vallier (191 m)                                                                    |
| Brücke über Wasserlauf | 585,5                                                   | Viaduc de la Galaure (89 m)                                                                        | Viaduc de la Galaure (89 m)                                                                        |
| Tunnel | 590,2                                                   | Tunnel de Serves (382 m)                                                                           | Tunnel de Serves (382 m)                                                                           |
| ehemaliger Haltepunkt / Haltestelle | 590,9                                                   | Serves-sur-Rhône                                                                                   | Serves-sur-Rhône                                                                                   |
| Tunnel | 596,1                                                   | Galerie de Tain (73 m)                                                                             | Galerie de Tain (73 m)                                                                             |
| Haltepunkt / Haltestelle | 598,9                                                   | Tain-l’Hermitage - Tournon                                                                         | 125 m                                                                                              |
| ehemaliger Haltepunkt / Haltestelle | 608,1                                                   | La Roche-de-Glun                                                                                   | La Roche-de-Glun                                                                                   |
| Brücke über Wasserlauf | 609,0                                                   | Isère (160 m)                                                                                      | Isère (160 m)                                                                                      |
| Abzweig geradeaus und von links | 614,8                                                   | Bahnstrecke Valence–Moirans von Grenoble                                                           | Bahnstrecke Valence–Moirans von Grenoble                                                           |
| Tunnel | 615,9                                                   | Tunnel de Valence (534 m)                                                                          | Tunnel de Valence (534 m)                                                                          |
| Bahnhof | 616,9                                                   | Valence-Ville                                                                                      | 124 m                                                                                              |
| ehemaliger Haltepunkt / Haltestelle | 622,5                                                   | Portes-lès-Valence                                                                                 | Portes-lès-Valence                                                                                 |
| ehemaliger Haltepunkt / Haltestelle | 626,4                                                   | Étoile-sur-Rhône                                                                                   | Étoile-sur-Rhône                                                                                   |
| Brücke über Wasserlauf | 627,2                                                   | Véore (20 m)                                                                                       | Véore (20 m)                                                                                       |
| Bahnhof | 634,3                                                   | Livron                                                                                             | 110 m                                                                                              |
| Abzweig geradeaus, nach rechts und von rechts |                                                         | Bahnstrecke Livron–La Voulte nach La Voulte                                                        | Bahnstrecke Livron–La Voulte nach La Voulte                                                        |
| Abzweig geradeaus und nach links |                                                         | Bahnstrecke Livron–Aspres-sur-Buëch nach Briançon                                                  | Bahnstrecke Livron–Aspres-sur-Buëch nach Briançon                                                  |
| Brücke über Wasserlauf | 635,6                                                   | Drôme (110 m)                                                                                      | Drôme (110 m)                                                                                      |
| Haltepunkt / Haltestelle | 637,3                                                   | Loriol                                                                                             | Loriol                                                                                             |
| ehemaliger Haltepunkt / Haltestelle | 644,3                                                   | Saulce                                                                                             | Saulce                                                                                             |
| ehemaliger Haltepunkt / Haltestelle | 650,5                                                   | La Coucourde-Condillac                                                                             | La Coucourde-Condillac                                                                             |
| Bahnhof · U-Bahn-Haltepunkt / Haltestelle Streckenanfang | 661,3                                                   | Montélimar                                                                                         | 83 m                                                                                               |
| Brücke über Wasserlauf · U-Bahn-Kreuzung mit Tunnelstrecke | 661,9                                                   | Viaduc du Roubion (114 m)                                                                          | Viaduc du Roubion (114 m)                                                                          |
| Strecke · U-Bahn-Strecke nach links (außer Betrieb) |                                                         | Schmalspurbahn Montélimar–Dieulefit nach Dieulefit                                                 | Schmalspurbahn Montélimar–Dieulefit nach Dieulefit                                                 |
| Brücke über Wasserlauf | 668,0                                                   | Viaduc de la Rialle (34 m)                                                                         | Viaduc de la Rialle (34 m)                                                                         |
| ehemaliger Haltepunkt / Haltestelle | 670,3                                                   | Châteauneuf-du-Rhône                                                                               | Châteauneuf-du-Rhône                                                                               |
| Haltepunkt / Haltestelle | 675,0                                                   | Donzère                                                                                            | Donzère                                                                                            |
| Brücke über Wasserlauf | 678,6                                                   | Canal de Donzère (178 m)                                                                           | Canal de Donzère (178 m)                                                                           |
| Bahnhof | 682,7                                                   | Pierrelatte                                                                                        | 49 m                                                                                               |
| Abzweig geradeaus und ehemals nach links | 682,7                                                   | Bahnstrecke Pierrelatte–Nyons nach Nyons                                                           | Bahnstrecke Pierrelatte–Nyons nach Nyons                                                           |
| Kreuzung geradeaus unten und rechts | 692,3                                                   | Abzw. von Bollène der LGV Méditerranée                                                             | Abzw. von Bollène der LGV Méditerranée                                                             |
| Haltepunkt / Haltestelle | 694,3                                                   | Bollène-La Croisière                                                                               | Bollène-La Croisière                                                                               |
| Brücke über Wasserlauf | 695,7                                                   | Canal de Donzère                                                                                   | Canal de Donzère                                                                                   |
| Haltepunkt / Haltestelle | 698,0                                                   | Mondragon                                                                                          | Mondragon                                                                                          |
| ehemaliger Haltepunkt / Haltestelle | 703,2                                                   | Mornas                                                                                             | Mornas                                                                                             |
| Dienststation / Betriebs- oder Güterbahnhof | 708,4                                                   | Piolenc                                                                                            | Piolenc                                                                                            |
| Brücke über Wasserlauf | 710,3                                                   | Eygues                                                                                             | Eygues                                                                                             |
| Strecke · U-Bahn-Strecke von links (außer Betrieb) |                                                         | Schmalspurbahn Orange–Buis-les-Baronnies v. Buis                                                   | Schmalspurbahn Orange–Buis-les-Baronnies v. Buis                                                   |
| Bahnhof · U-Bahn-Kopfbahnhof Streckenende | 713,2                                                   | Orange                                                                                             | 47 m                                                                                               |
| |                                                         | | |
| Abzweig geradeaus und nach links | 716,0                                                   | Bahnstrecke Orange–Isle-Fontaine-de-Vaucluse nach Carpentras                                       | Bahnstrecke Orange–Isle-Fontaine-de-Vaucluse nach Carpentras                                       |
| |                                                         | | |
| Haltepunkt / Haltestelle | 721,6                                                   | Courthézon                                                                                         | Courthézon                                                                                         |
| Haltepunkt / Haltestelle | 727,1                                                   | Bédarrides                                                                                         | Bédarrides                                                                                         |
| Brücke über Wasserlauf | 727,5                                                   | Ouvèze                                                                                             | Ouvèze                                                                                             |
| |                                                         | | |
| Abzweig geradeaus und von links | 731,4                                                   | Bahnstrecke Sorgues-Châteauneuf-du-Pape–Carpentras von Carpentras                                  | Bahnstrecke Sorgues-Châteauneuf-du-Pape–Carpentras von Carpentras                                  |
| |                                                         | | |
| Haltepunkt / Haltestelle | 731,4                                                   | Sorgues-Châteauneuf-du-Pape                                                                        | Sorgues-Châteauneuf-du-Pape                                                                        |
| Dienststation / Betriebs- oder Güterbahnhof | 735,8                                                   | Le-Pontet                                                                                          | Le-Pontet                                                                                          |
| Abzweig geradeaus, nach links und von links | 739,3                                                   | Bahnstrecke Avignon–Miramas von Miramas                                                            | Bahnstrecke Avignon–Miramas von Miramas                                                            |
| Bahnhof | 741,3                                                   | Avignon-Centre                                                                                     | 24 m                                                                                               |
| Abzweig geradeaus, nach rechts und von rechts |                                                         | Verbindungsstrecke zur Bahnstrecke Givors-Canal–Grezan                                             | Verbindungsstrecke zur Bahnstrecke Givors-Canal–Grezan                                             |
| Dienststation / Betriebs- oder Güterbahnhof |                                                         | Rangierbahnhof Avignon Champfleury                                                                 | Rangierbahnhof Avignon Champfleury                                                                 |
| Bahnhof quer · Kreuzung geradeaus oben und rechts |                                                         | Avignon TGV LGV Méditerranée                                                                       | Avignon TGV LGV Méditerranée                                                                       |
| Brücke über Wasserlauf | 744,9                                                   | Durance                                                                                            | Durance                                                                                            |
| Abzweig geradeaus und von links |                                                         | Bahnstrecke Barbentane–Orgon von Orgon                                                             | Bahnstrecke Barbentane–Orgon von Orgon                                                             |
| Haltepunkt / Haltestelle | 747,4                                                   | Barbentane-Rognonas                                                                                | Barbentane-Rognonas                                                                                |
| ehemaliger Haltepunkt / Haltestelle | 753,6                                                   | Graveson-Maillanne                                                                                 | Graveson-Maillanne                                                                                 |
| Bahnhof quer · Abzweig geradeaus, nach rechts und von rechts | 762,8                                                   | Tarascon Bahnstrecke Tarascon–Sète nach Sète                                                       | Tarascon Bahnstrecke Tarascon–Sète nach Sète                                                       |
| Abzweig geradeaus und von links |                                                         | Bahnstrecke Arles–Salon-de-Provence von Salon (BdR)                                                | Bahnstrecke Arles–Salon-de-Provence von Salon (BdR)                                                |
| Bahnhof | 776,3                                                   | Arles                                                                                              | 10 m                                                                                               |
| Abzweig geradeaus und ehemals von rechts |                                                         | von Lunel                                                                                          | von Lunel                                                                                          |
| Abzweig geradeaus und nach rechts |                                                         | Bahnstrecke Arles–Canal n. Port-Saint-Louis-du-Rhône                                               | Bahnstrecke Arles–Canal n. Port-Saint-Louis-du-Rhône                                               |
| Brücke über Wasserlauf | 778,2                                                   | Viaduc d’Arles (770 m)                                                                             | Viaduc d’Arles (770 m)                                                                             |
| ehemaliger Haltepunkt / Haltestelle | 784,9                                                   | Raphèle                                                                                            | Raphèle                                                                                            |
| Haltepunkt / Haltestelle | 792,5                                                   | Saint-Martin-de-Crau                                                                               | Saint-Martin-de-Crau                                                                               |
| Dienststation / Betriebs- oder Güterbahnhof | 804,6                                                   | Entressen                                                                                          | Entressen                                                                                          |
| Dienststation / Betriebs- oder Güterbahnhof |                                                         | Rangierbahnhof Miramas                                                                             | Rangierbahnhof Miramas                                                                             |
| Abzweig geradeaus, nach links und von links |                                                         | von Avignon                                                                                        | von Avignon                                                                                        |
| Bahnhof | 809,3                                                   | Miramas                                                                                            | 50 m                                                                                               |
| Abzweig geradeaus und nach rechts | 810,4                                                   | Bahnstrecke Miramas–L’Estaque nach L’Estaque                                                       | Bahnstrecke Miramas–L’Estaque nach L’Estaque                                                       |
| Haltepunkt / Haltestelle | 814,3                                                   | Saint-Chamas                                                                                       | Saint-Chamas                                                                                       |
| Brücke über Wasserlauf | 815,3                                                   | Viaduc de Saint-Chamas (385 m)                                                                     | Viaduc de Saint-Chamas (385 m)                                                                     |
| ehemaliger Haltepunkt / Haltestelle | 821,9                                                   | Calissanne                                                                                         | Calissanne                                                                                         |
| Brücke über Wasserlauf | 825,6                                                   | Viaduc de l’Arc (78 m)                                                                             | Viaduc de l’Arc (78 m)                                                                             |
| Haltepunkt / Haltestelle | 828,6                                                   | Berre                                                                                              | 18 m                                                                                               |
| Abzweig geradeaus und von links |                                                         | Bahnstrecke Rognac–Aix-en-Provence von Aix                                                         | Bahnstrecke Rognac–Aix-en-Provence von Aix                                                         |
| Bahnhof | 834,9                                                   | Rognac                                                                                             | Rognac                                                                                             |
| Brücke über Wasserlauf | 837,9                                                   | Viaduc de Vallat du Baou (74 m)                                                                    | Viaduc de Vallat du Baou (74 m)                                                                    |
| ehemaliger Bahnhof | 838,9                                                   | Vitrolles                                                                                          | Vitrolles                                                                                          |
| Haltepunkt / Haltestelle | 838,9                                                   | Vitrolles-Aéroport-Marseille-Provence                                                              | Vitrolles-Aéroport-Marseille-Provence                                                              |
| Haltepunkt / Haltestelle | 843,6                                                   | Pas-des-Lanciers                                                                                   | Pas-des-Lanciers                                                                                   |
| |                                                         | | |
| Abzweig geradeaus und nach rechts |                                                         | Bahnstrecke Pas-des-Lanciers–Martigues nach Bel-Air-La-Mède                                        | Bahnstrecke Pas-des-Lanciers–Martigues nach Bel-Air-La-Mède                                        |
| |                                                         | | |
| Tunnel | 845,2                                                   | Tunnel de la Nerthe (4640 m)                                                                       | Tunnel de la Nerthe (4640 m)                                                                       |
| Brücke über Wasserlauf | 850,1                                                   | Viaduc des Riaux (68 m)                                                                            | Viaduc des Riaux (68 m)                                                                            |
| Abzweig geradeaus und von rechts |                                                         | Bahnstrecke Miramas–L’Estaque von Miramas                                                          | Bahnstrecke Miramas–L’Estaque von Miramas                                                          |
| Haltepunkt / Haltestelle | 851,7                                                   | L’Estaque                                                                                          | 55 m                                                                                               |
| Abzweig geradeaus und nach rechts |                                                         | Bahnstrecke Estaque–Marseille-Joliette n. Marseille-J.                                             | Bahnstrecke Estaque–Marseille-Joliette n. Marseille-J.                                             |
| Haltepunkt / Haltestelle | 853,2                                                   | Séon-St-Henri                                                                                      | 55 m                                                                                               |
| Abzweig geradeaus und von links | 854,6                                                   | Abzw. des Tuileries der LGV Méditerranée                                                           | Abzw. des Tuileries der LGV Méditerranée                                                           |
| Tunnel | 854,8                                                   | Tunnel de Saint-Louis (476 m)                                                                      | Tunnel de Saint-Louis (476 m)                                                                      |
| Haltepunkt / Haltestelle | 855,9                                                   | Saint-Louis-les-Aygalades                                                                          | 52 m                                                                                               |
| ehemaliger Haltepunkt / Haltestelle | 857,9                                                   | Le-Canet                                                                                           | Le-Canet                                                                                           |
| ehemaliger Haltepunkt / Haltestelle | 859,3                                                   | St-Barthélémy                                                                                      | St-Barthélémy                                                                                      |
| |                                                         | | |
| Abzweig geradeaus, von links und von rechts |                                                         | Bahnstrecke Estaque–Marseille-Joliette von Marseille-J. und Bahnstrecke Lyon–Marseille von Lyon    | Bahnstrecke Estaque–Marseille-Joliette von Marseille-J. und Bahnstrecke Lyon–Marseille von Lyon    |
| |                                                         | | |
| Abzweig geradeaus, nach links und von links |                                                         | nach Ventimiglia                                                                                   | nach Ventimiglia                                                                                   |
| |                                                         | | |
| Kopfbahnhof Streckenende | 862,0570,000                                            | Marseille-St-Charles                                                                               | 49 m                                                                                               |

Die Bahnstrecke Paris–Marseille ist eine Eisenbahnstrecke, die die Hauptstadt Paris mit Marseille über Dijon und Lyon verbindet. Sie wird auch als Ligne PLM bezeichnet. Die Strecke wurde in den Jahren 1847 bis 1855 erbaut und von der Compagnie des chemins de fer de Paris à Lyon et à la Méditerranée betrieben. 1938 ging die Verbindung in das Eigentum der Société nationale des chemins de fer français (SNCF) über. Sie durchfährt die Regionen Île-de-France, Bourgogne-Franche-Comté, Auvergne-Rhône-Alpes und Provence-Alpes-Côte d’Azur.
Auf nahezu ganzer Länge gibt es parallel eine Neubaustrecke. Die Strecke gehört, wie auch das restliche Netz, dem Infrastrukturbetreiber SNCF Réseau.

## Geschichte
Die Strecke war, wie es der Stern von Legrand vorsah, auf Paris ausgerichtet. Es war zunächst geplant, einen langen Tunnel unter dem Mont Afrique (bei Corcelles-les-Monts) zu bauen, dies wurde schließlich verworfen und die Strecke mit einem kürzeren Tunnel über Blaisy-Bas geführt. Die Strecke wurde schrittweise eröffnet. Die ersten 196 Kilometer von Paris nach Tonnerre wurden am 12. August 1849 eröffnet. Der Abschnitt Dijon–Chalon-sur-Saône wurde am 1. September desselben Jahres eröffnet. Am 22. Juni 1851 wurde der Abschnitt Tonnerre–Dijon in Betrieb genommen. Der Abschnitt von Chalon-sur-Saône nach Lyon wurde drei Jahre später am 10. Juli 1854 eröffnet.
Der Betrieb wurde von 1857 bis 1938 von der Compagnie des chemins de fer de Paris à Lyon et à la Méditerranée durchgeführt. 1938 wurde sie in die Société nationale des chemins de fer français integriert, seitdem erbringt diese den Verkehr.
Die Strecke ist seit 1962 mit 1,5 kV Gleichstrom elektrifiziert. Die Arbeiten zur Elektrifizierung haben von 1949 bis 1962 gedauert.
Ein erster Geschwindigkeitsweltrekord wurde am 20. Februar 1954 bei Vougeot aufgestellt, es wurden 243 km/h, mit einer Lokomotive der Baureihe CC 7100, erreicht.
Die Fahrzeiten von Paris nach Marseille haben sich immer wieder verkürzt. Brauchte der Mistral 1954 noch 8 h 03 min, so waren es 1962 nur noch 7 h 10 min und 1969 verkürzte sich die Fahrzeit des TEE Mistral auf 6 h 40 min.
Die größten Fahrzeitverkürzungen wurden aber erst mit der Inbetriebnahme der parallelen Ligne à grande vitesse erreicht. Durch die LGV Sud-Est wurde 1983 die Fahrzeit von Paris nach Marseille zunächst auf 4 h 42 min verkürzt, durch die LGV Rhône-Alpes betrug 1994 die Fahrzeit dann nur noch 4 h 14 min und auf der seit 2001 bestehenden LGV Méditerranée brauchen die schnellsten Züge nur noch 3 h 04 min (Stand Mai 2020).

### Zwischenfälle
- Am 29. Juli 1937 entgleiste im Bahnhof von Villeneuve-Saint-Georges aufgrund einer falsch gestellten Weiche ein Zug. 29 Menschen starben.

- Am 6. Oktober 1943 ereignete sich bei Chalon-sur-Saône ein schwerer Eisenbahnunfall, als ein Güterzug entgleiste und ein ihm folgender Schnellzug nach Lyon auffuhr. 21 Menschen starben, 90 wurden verletzt.[2]

- Am 19. Juli 1957 entgleiste in den frühen Morgenstunden im Bahnhof von Bollène ein Schnellzug von Nizza nach Paris. Er wurde außerplanmäßig in ein Ausweichgleis geleitet. Die entsprechende Weichenverbindung hätte nur mit 30 km/h befahren werden dürfen, der Zug befuhr sie aber mit noch knapp 100 km/h. Die führende Dampflokomotive stürzte um. Austretender Dampf verbrühte einige Reisende im nachfolgenden Schlafwagen. Insgesamt starben 31 Menschen, 69 wurden verletzt.[3]

## Streckenbeschreibung

### Streckenverlauf
Die Strecke führt vom Gare de Lyon in südöstlicher Richtung der Seine entlang, später führt sie flussaufwärts der Yonne, der Armançon und der Brenne entlang. Sie überquert die Wasserscheide Mittelmeer – Atlantik auf einer Höhe von 405 Metern. Die Strecke hat zwischen Les Laumes-Alésia und Dijon ein Gefälle von 8 Promille.
Ab Dijon folgt die Strecke der Saône, ab Lyon befindet sie sich auf dem linken Ufer der Rhone. Ab Arles richtet sich die Strecke in östlicher Richtung neu aus. Marseille wird erreicht, nachdem der Tunnel de la Nerthe (4640 Meter) durchfahren wurde.
Zwischen Givors-Canal und Grezan gibt es parallel die Bahnstrecke Givors-Canal–Grezan auf dem rechten Ufer der Rhone, diese wird hauptsächlich für den Güterverkehr benutzt.

#### Paris – Sens
Die Magistrale nimmt ihren Ausgang am Bahnhof Paris-Gare-de-Lyon (rechtes Seineufer) und folgt dem Seinetal Richtung Südosten, wobei die Marne im Agglomerationsgebiet von Paris bei ihrer Mündung in die Seine (nächst Charenton) überquert wird. Nach Villeneuve-Saint-Georges verlässt die Bahnstrecke das Seinetal, dem zunächst die abzweigende Bahnstrecke Villeneuve-Saint-Georges–Montargis noch weiter treu bleibt. Die Magistrale hält sich nun südostwärts grob ans Seitental der Yerres, dessen mäandrierendem Verlauf sie auf dem breiten Geländerücken zur Seine folgt, auf welchem auch der (erste) Abzweig der LGV Sud-Est bei Combs-la-Ville erfolgt; die Seine wird wieder bei Melun erreicht und überbrückt, sodann hält sich die Trassierung an die westliche Hochterrasse des Seinetals bzw. ab Montereau-Fault-Yonne an den westlichen Hangfuß des Yonnetals bis Sens.

#### Sens – Dijon

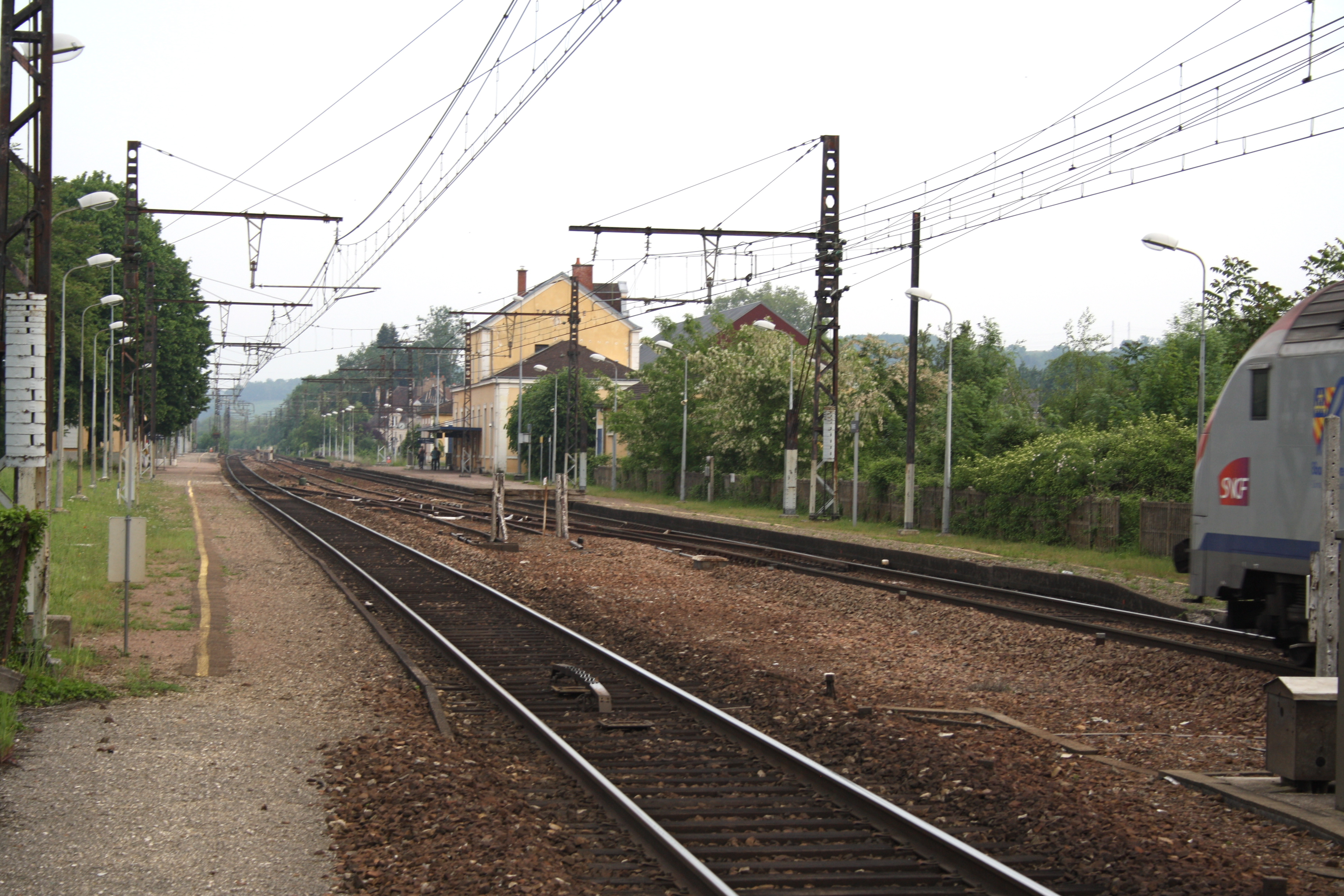
Bahnhof Tonnerre

Die Bahnstrecke ab Sens folgt der linken, westlichen Talseite des Yonnetals südwärts, ab Joigny ostwärts und tritt kurz darauf bei Migennes nach Querung des Flusses in die Furche des Armançon über. Nach Verknüpfung mit der LGV Sud-Est südlich von Saint-Florentin (Yonne) wird dem Tal weiter bis kurz vor Montbard (Saint-Rémy (Côte-d’Or)) gefolgt, wo die Verbindungsstrecke zur LGV, von Pasilly her kommend, einfädelt und ins Tal der Brenne gewechselt wird. Ab Venarey-les-Laumes folgt die Trassierung der Oze (Fluss) bis Blaisy-Bas, wo mit dem Tunnel de Blaisy-Bas die südwestlichen Ausläufer des Plateau von Langres auf etwa 400 m Meereshöhe überwunden werden. Der Abstieg ins Tal der Ouche erfolgt an den Südabhängen der Hochfläche und Richtung Osten wird schließlich am Talausgang Dijon und seinen Hauptbahnhof Dijon-Ville erreicht.

#### Dijon – Lyon
In Dijon wendet sich die Magistrale geradlinig trassiert nach Südwesten entlang der bekannten Weinbaugebiete des Burgund: Côte de Nuits bis etwa Corgoloin, Côte de Beaune bis etwa Meursault und Côte Chalonnaise bis südlich von Chalon-sur-Saône, nämlich Tournus. Bei Chalon-sur-Saône wird das Tal der Saône von Westen kommend erreicht und diesem weiter südwärts, weitgehend in der breiten westseitigen Talniederung, bis Lyon gefolgt. Dabei erfolgt südlich von Mâcon die Kreuzung und Verknüpfung mit der LGV Sud-Est und etwa ab Albigny das Heranrücken an den Fluss in der sich verengenden Talpassage nördlich von Lyon bis zum Erreichen, nach Passieren des Tunnel de Saint-Irénée und Überbrückung der Saône, des Bahnhofs Lyon-Part-Dieu.

#### Lyon – Avignon

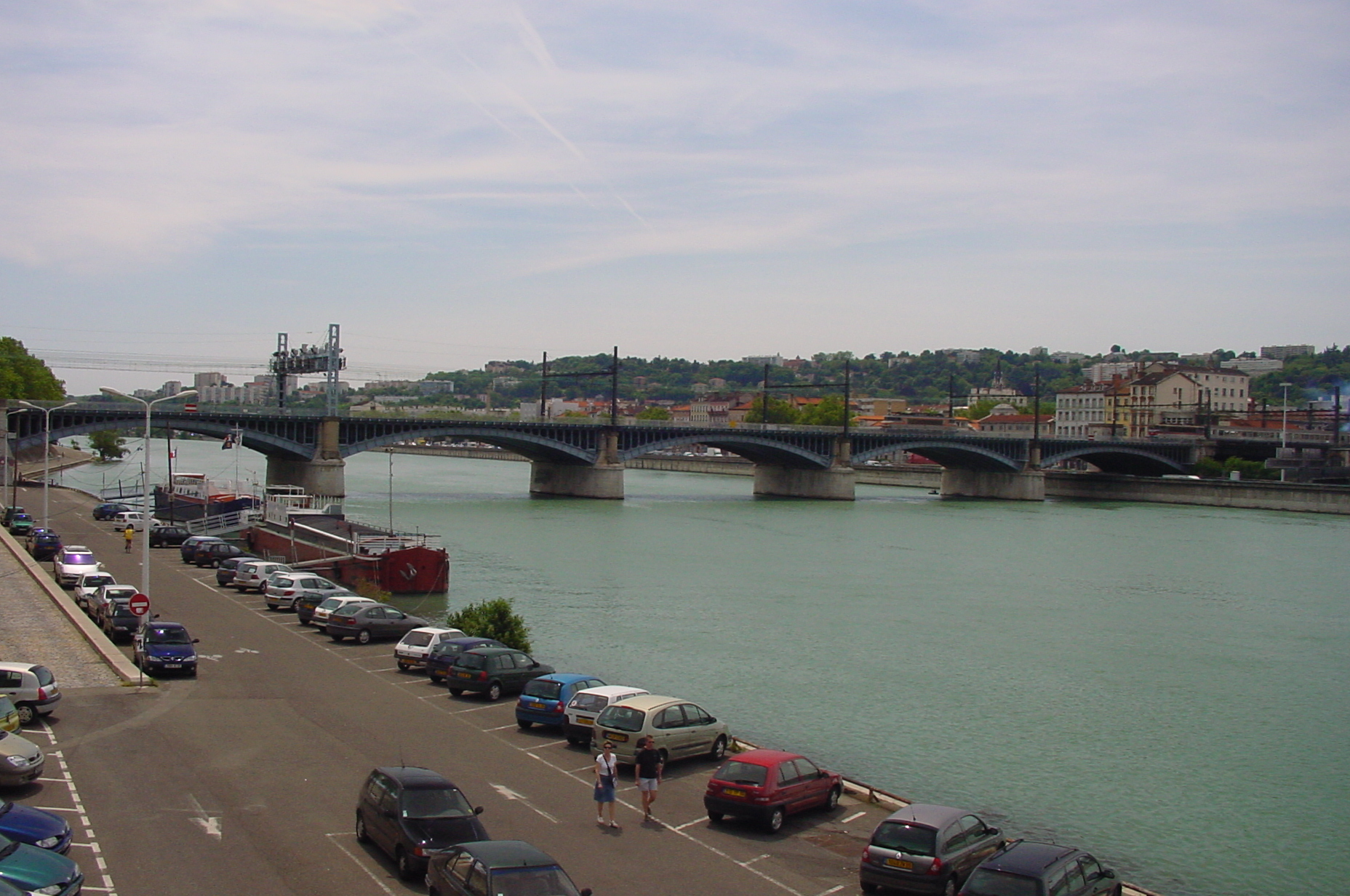
Brücke über die Rhone in Lyon

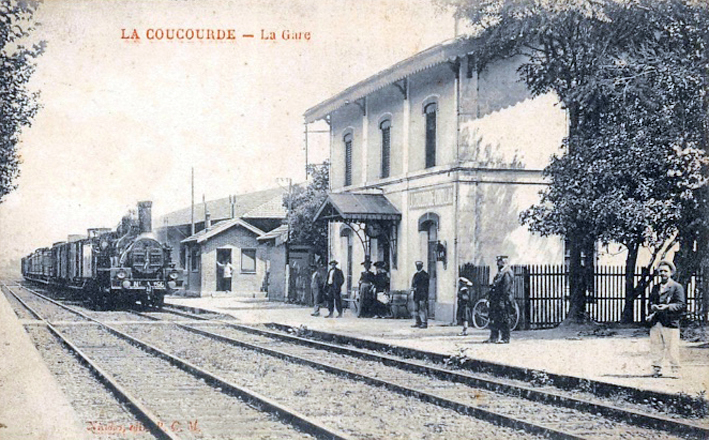
Bahnhof La Coucourde-Condillac (um 1900)

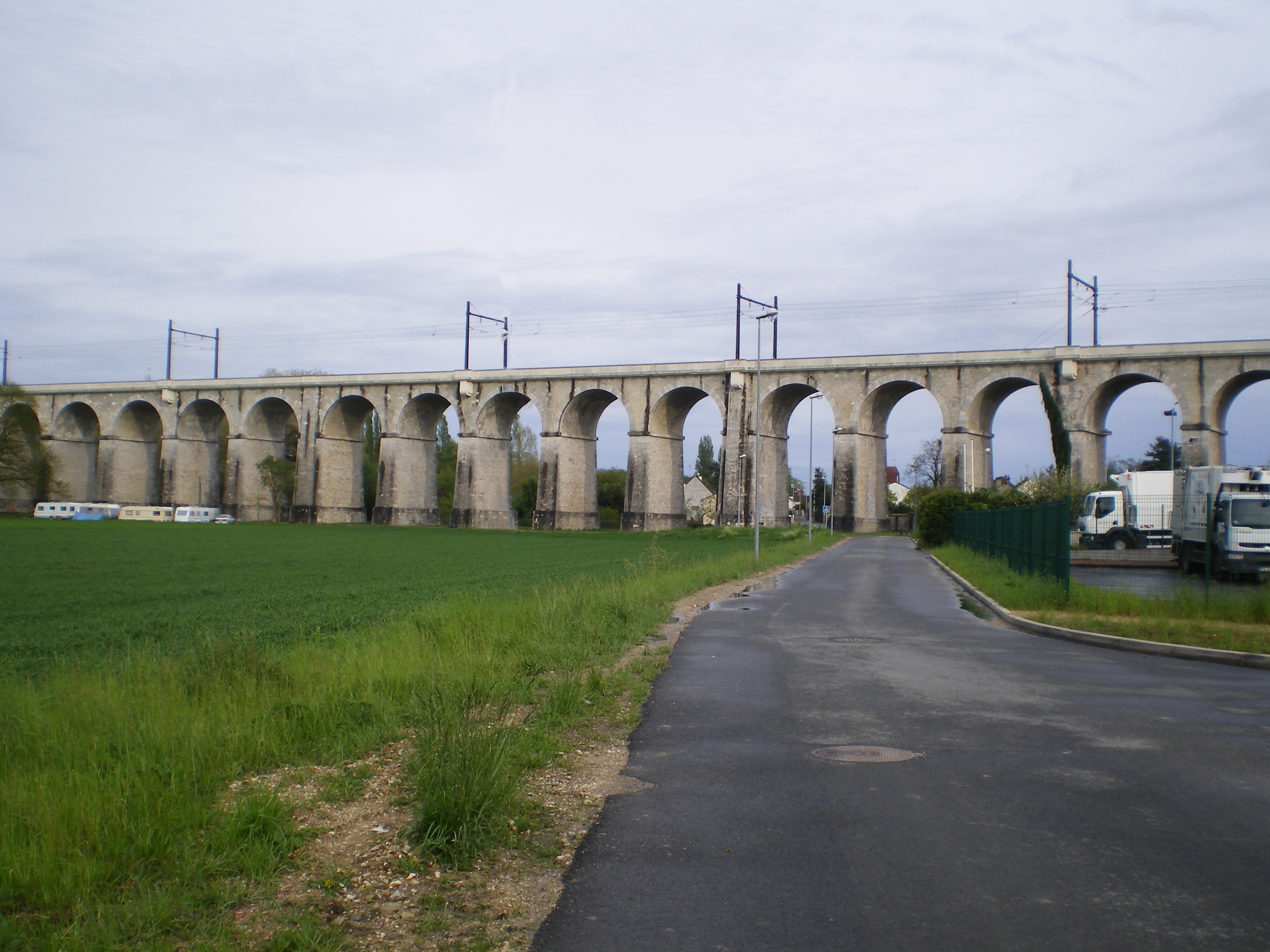
Viadukt von Moret-sur-Loing

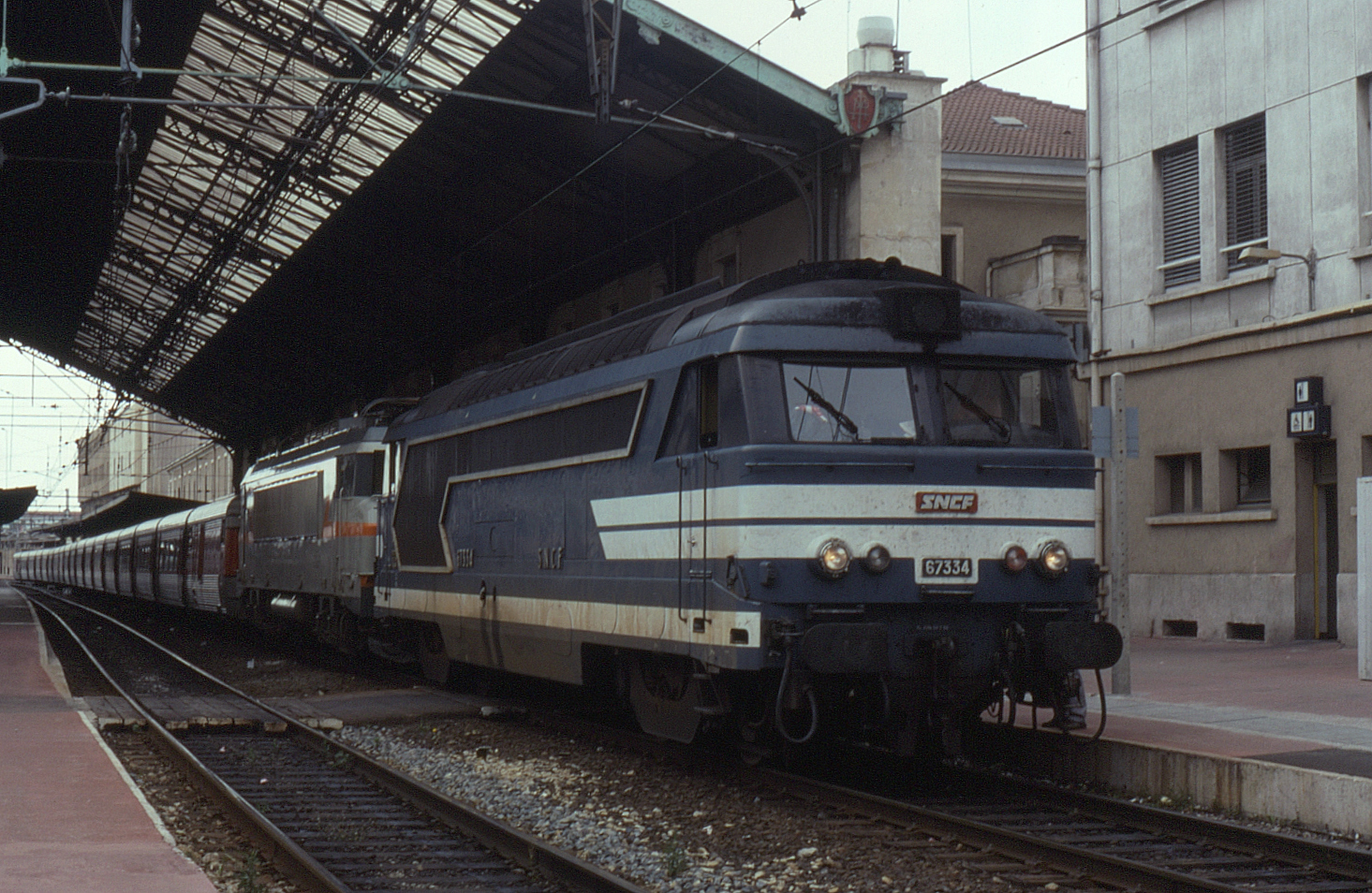
Ein Catalan Talgo aus Barcelona im Bahnhof Valence – für die Weiterfahrt in Richtung Genf auf dem nicht elektrifizierten Abschnitt der Bahnstrecke Valence–Moirans wurde bis Chambéry der BB-7200-Elektrolokomotive eine Diesellokomotive der Baureihe BB 67000 vorgespannt (1993)

Südwärts, nun auf der linken Talseite der Rhône, fädelt im 3. Arrondissement (Lyon) die Strecke vom Bahnhof Lyon-Part-Dieu, Bahnstrecke Lyon–Genève, aus bzw. ein und es geht meist am östlichen Talhangfuß nach Givors, wo Anschluss an die andere Rhoneseite sowie die vom Bahnhof Givors-Canal ausgehenden Bahnstrecken südwärts nach Nîmes (Doppelung der hier beschriebenen Bahnstrecke auf der rechten Rhoneseite: Bahnstrecke Givors-Canal–Grezan) bzw. westwärts nach Saint-Etienne (Bahnstrecke Saint-Étienne–Lyon) besteht. Südlich von Valence wird die Drôme in einer Talweitung überquert und bei Montélimar ebenfalls wieder etwas ostwärts in der Ebene von der Rhône abgerückt. Bei Pierrelatte erfolgt eine Verknüpfung mit der LGV Méditerranée, indem der Fluss vorher und nachher gekreuzt wird. Hernach, etwa ab Mondragon, rückt die Bahnstrecke ostwärts von der eigentlichen Flussniederung ab und erreicht, nach Überfahren der Eygues, in der Ebene Orange. Südwärts geht es nun weiter in der Niederung der Ouvèze über Bedarrides, das zwischen zwei Geländerücken angelegt wurde. Bei Le Pontet (Vaucluse) ist wieder die Rhone erreicht und damit Avignon.

#### Avignon – Marseille
Der Bahnhof von Avignon, wo die Rhonequerung zur Bahnstrecke Givors-Canal–Grezan ihren Ausgang nimmt, wird südwärts verlassen, die LGV Méditerranée überkreuzt und verknüpft, die Durance überbrückt und dann am Ostrand der Montagnette Tarascon passiert. Südwärts geht es in relativer Flussnähe der Rhone nach Arles, wo sich die Magistrale ostwärts in geradlinigem Verlauf nach Miramas wendet. Hier tritt das Küstengebirge der Seealpen an den Étang de Berre heran und die Trassierung musste zwischen diesen beiden Hindernissen südostwärts bis etwa Vitrolles in der Nähe des Flughafens Marseille Provence angelegt werden. Anschließend wird der Bergrücken der Chaîne de l’Estaque im Tunnel de la Nerthe unterfahren und das Stadtgebiet von Marseille (16. Arrondissement (Marseille)) erreicht. Im urbanisierten Küstenhinterland, etwa 50 Höhenmeter über dem Mittelmeer, verläuft die Bahnstrecke dann bis zum Bahnhof Marseille-Saint-Charles und nimmt vorher noch die LGV Méditerranée auf.

### Infrastruktur
Die Strecke ist durchgehend zweigleisig. Vom Gare de Lyon nach Melun sind es sechs bzw. vier Gleise. Von Les Laumes Alésia bis nach Blaisy-Bas sind es vier Gleise. Südlich von Lyon gibt es ebenfalls vier Gleise bis nach Chasse-sur-Rhône. Von dort sind es zwei Gleise bis nach Marseille-Saint-Charles. Die Strecke ist mit dem Block Automatique Lumineux ausgerüstet. Die Höchstgeschwindigkeit beträgt auf vielen Abschnitten 160 km/h.
Die Strecke besitzt viele Kunstbauwerke. Sie verfügt über zwei Tunnels, die jeweils eine Länge von mehr als 4 km haben, nämlich der Tunnel de la Nerthe (4638 Meter) und der Tunnel de Blaisy-Bas (4112 Meter). Es gibt außerdem einige größere Brücken.

### Betrieb
Bis zum Jahr 1982 verkehrte auf der Strecke der TEE Mistral; dieser verband Paris mit Nizza über Dijon, Lyon, Valence, Avignon, Marseille, Toulon, Saint-Raphaël, Cannes und Antibes. Durch die Inbetriebnahmen der Schnellfahrstrecken nahm der Personenfernverkehr auf der Strecke stark ab, er wurde sukzessive auf die LGV Sud-Est, die LGV Rhône-Alpes und die LGV Méditerranée verlagert. Zwischen 1969 und 1994 verkehrte auf dem Abschnitt Tarascon-Valence der zwischen Barcelona und Genf verkehrende Catalan Talgo.
Auf der Strecke verkehren heute Regionalzüge des TER Bourgogne, TER Rhône-Alpes und des TER Provence-Alpes-Côte d’Azur sowie zwischen Paris und Montereau der Transilien Paris-Lyon. Die Strecke wird auch für den Güterverkehr genutzt.